# Lista de asteroides (428001-429000)
Esta é uma lista parcial de asteroides, do asteroide número 428001 até o 429000, inclusive. Veja também o índice com todas as listas disponíveis.

| Objeto Próximos à Terra | Cinturão de asteroides (interno) | Cinturão de asteroides (externo) | Centauro       |
| Cruzador de Marte       | Cinturão de asteroides (meio)    | Troianos de Júpiter              | Transnetuniano |

Veja mais dados de cada asteroide na ligação externa para o Minor Planet Center na última coluna.
Índice: 428001... 428101... 428201... 428301... 428401... 428501... 428601... 428701... 428801... 428901... 

## 428001–428100
| Designação | Designação | Descoberta  | Descoberta    | Descobridor(es)     | Categoria | Mais informações / Referência |
| Permanente | Provisória | Data        | Local         | Descobridor(es)     | Categoria | Mais informações / Referência |
| ---------- | ---------- | ----------- | ------------- | ------------------- | --------- | ----------------------------- |
| 428001     | 2006 BM38  | 23 jan 2006 | Kitt Peak     | Spacewatch          | —         | MPC                           |
| 428002     | 2006 BO45  | 23 jan 2006 | Mount Lemmon  | Mount Lemmon Survey | —         | MPC                           |
| 428003     | 2006 BK67  | 6 dez 2005  | Mount Lemmon  | Mount Lemmon Survey | —         | MPC                           |
| 428004     | 2006 BX67  | 23 jan 2006 | Kitt Peak     | Spacewatch          | —         | MPC                           |
| 428005     | 2006 BT68  | 23 jan 2006 | Kitt Peak     | Spacewatch          | —         | MPC                           |
| 428006     | 2006 BP84  | 5 dez 2005  | Mount Lemmon  | Mount Lemmon Survey | —         | MPC                           |
| 428007     | 2006 BA86  | 25 jan 2006 | Kitt Peak     | Spacewatch          | —         | MPC                           |
| 428008     | 2006 BL92  | 26 jan 2006 | Catalina      | CSS                 | —         | MPC                           |
| 428009     | 2006 BL108 | 25 jan 2006 | Kitt Peak     | Spacewatch          | —         | MPC                           |
| 428010     | 2006 BK111 | 25 jan 2006 | Kitt Peak     | Spacewatch          | —         | MPC                           |
| 428011     | 2006 BM113 | 7 out 2005  | Mount Lemmon  | Mount Lemmon Survey | —         | MPC                           |
| 428012     | 2006 BS114 | 26 jan 2006 | Kitt Peak     | Spacewatch          | —         | MPC                           |
| 428013     | 2006 BW120 | 26 jan 2006 | Kitt Peak     | Spacewatch          | Phocaea   | MPC                           |
| 428014     | 2006 BE134 | 27 jan 2006 | Mount Lemmon  | Mount Lemmon Survey | —         | MPC                           |
| 428015     | 2006 BL143 | 28 jan 2006 | Mount Lemmon  | Mount Lemmon Survey | —         | MPC                           |
| 428016     | 2006 BE153 | 25 jan 2006 | Kitt Peak     | Spacewatch          | —         | MPC                           |
| 428017     | 2006 BB159 | 26 jan 2006 | Kitt Peak     | Spacewatch          | —         | MPC                           |
| 428018     | 2006 BP159 | 26 jan 2006 | Kitt Peak     | Spacewatch          | —         | MPC                           |
| 428019     | 2006 BO184 | 5 dez 2005  | Mount Lemmon  | Mount Lemmon Survey | —         | MPC                           |
| 428020     | 2006 BA219 | 28 jan 2006 | Mount Lemmon  | Mount Lemmon Survey | —         | MPC                           |
| 428021     | 2006 BS219 | 28 jan 2006 | Kitt Peak     | Spacewatch          | —         | MPC                           |
| 428022     | 2006 BS231 | 31 jan 2006 | Kitt Peak     | Spacewatch          | —         | MPC                           |
| 428023     | 2006 BB237 | 31 jan 2006 | Kitt Peak     | Spacewatch          | —         | MPC                           |
| 428024     | 2006 BE257 | 31 jan 2006 | Kitt Peak     | Spacewatch          | —         | MPC                           |
| 428025     | 2006 BB259 | 31 jan 2006 | Kitt Peak     | Spacewatch          | —         | MPC                           |
| 428026     | 2006 BH275 | 30 jan 2006 | Kitt Peak     | Spacewatch          | —         | MPC                           |
| 428027     | 2006 BZ276 | 26 jan 2006 | Kitt Peak     | Spacewatch          | —         | MPC                           |
| 428028     | 2006 BX279 | 22 dez 2005 | Kitt Peak     | Spacewatch          | —         | MPC                           |
| 428029     | 2006 BX280 | 23 jan 2006 | Kitt Peak     | Spacewatch          | —         | MPC                           |
| 428030     | 2006 CW1   | 1 fev 2006  | Kitt Peak     | Spacewatch          | —         | MPC                           |
| 428031     | 2006 CH46  | 25 jan 2006 | Kitt Peak     | Spacewatch          | —         | MPC                           |
| 428032     | 2006 CG62  | 6 fev 2006  | Catalina      | CSS                 | —         | MPC                           |
| 428033     | 2006 DF12  | 26 jan 2006 | Kitt Peak     | Spacewatch          | —         | MPC                           |
| 428034     | 2006 DG16  | 1 fev 2006  | Kitt Peak     | Spacewatch          | —         | MPC                           |
| 428035     | 2006 DC17  | 1 fev 2006  | Kitt Peak     | Spacewatch          | —         | MPC                           |
| 428036     | 2006 DA30  | 20 fev 2006 | Kitt Peak     | Spacewatch          | —         | MPC                           |
| 428037     | 2006 DA31  | 20 fev 2006 | Kitt Peak     | Spacewatch          | —         | MPC                           |
| 428038     | 2006 DL34  | 20 fev 2006 | Kitt Peak     | Spacewatch          | —         | MPC                           |
| 428039     | 2006 DT35  | 7 fev 2006  | Mount Lemmon  | Mount Lemmon Survey | —         | MPC                           |
| 428040     | 2006 DH43  | 31 jan 2006 | Kitt Peak     | Spacewatch          | —         | MPC                           |
| 428041     | 2006 DB48  | 21 fev 2006 | Mount Lemmon  | Mount Lemmon Survey | —         | MPC                           |
| 428042     | 2006 DL54  | 24 fev 2006 | Kitt Peak     | Spacewatch          | —         | MPC                           |
| 428043     | 2006 DR82  | 7 jan 2006  | Mount Lemmon  | Mount Lemmon Survey | —         | MPC                           |
| 428044     | 2006 DJ85  | 24 fev 2006 | Mount Lemmon  | Mount Lemmon Survey | —         | MPC                           |
| 428045     | 2006 DP117 | 27 fev 2006 | Kitt Peak     | Spacewatch          | —         | MPC                           |
| 428046     | 2006 DA128 | 26 jan 2006 | Mount Lemmon  | Mount Lemmon Survey | Phocaea   | MPC                           |
| 428047     | 2006 DY128 | 1 fev 2006  | Kitt Peak     | Spacewatch          | —         | MPC                           |
| 428048     | 2006 DD135 | 25 fev 2006 | Mount Lemmon  | Mount Lemmon Survey | —         | MPC                           |
| 428049     | 2006 DA138 | 25 fev 2006 | Kitt Peak     | Spacewatch          | —         | MPC                           |
| 428050     | 2006 DM142 | 25 fev 2006 | Kitt Peak     | Spacewatch          | —         | MPC                           |
| 428051     | 2006 DG160 | 27 fev 2006 | Kitt Peak     | Spacewatch          | —         | MPC                           |
| 428052     | 2006 DG189 | 27 fev 2006 | Kitt Peak     | Spacewatch          | —         | MPC                           |
| 428053     | 2006 DM197 | 24 fev 2006 | Catalina      | CSS                 | —         | MPC                           |
| 428054     | 2006 DZ203 | 6 jan 2006  | Mount Lemmon  | Mount Lemmon Survey | —         | MPC                           |
| 428055     | 2006 DF217 | 21 fev 2006 | Anderson Mesa | LONEOS              | —         | MPC                           |
| 428056     | 2006 EO    | 2 mar 2006  | Kitt Peak     | Spacewatch          | —         | MPC                           |
| 428057     | 2006 ES    | 8 jan 2006  | Mount Lemmon  | Mount Lemmon Survey | —         | MPC                           |
| 428058     | 2006 EO13  | 2 mar 2006  | Kitt Peak     | Spacewatch          | —         | MPC                           |
| 428059     | 2006 EW15  | 2 mar 2006  | Kitt Peak     | Spacewatch          | —         | MPC                           |
| 428060     | 2006 EK18  | 2 mar 2006  | Kitt Peak     | Spacewatch          | —         | MPC                           |
| 428061     | 2006 EJ20  | 2 fev 2006  | Kitt Peak     | Spacewatch          | —         | MPC                           |
| 428062     | 2006 ER39  | 4 mar 2006  | Kitt Peak     | Spacewatch          | —         | MPC                           |
| 428063     | 2006 EU53  | 3 mar 2006  | Mount Lemmon  | Mount Lemmon Survey | —         | MPC                           |
| 428064     | 2006 EU64  | 5 mar 2006  | Kitt Peak     | Spacewatch          | —         | MPC                           |
| 428065     | 2006 FL21  | 26 jan 2006 | Mount Lemmon  | Mount Lemmon Survey | —         | MPC                           |
| 428066     | 2006 FE43  | 4 mar 2006  | Mount Lemmon  | Mount Lemmon Survey | —         | MPC                           |
| 428067     | 2006 GM3   | 7 abr 2006  | Wrightwood    | J. W. Young         | —         | MPC                           |
| 428068     | 2006 GE7   | 2 abr 2006  | Kitt Peak     | Spacewatch          | —         | MPC                           |
| 428069     | 2006 HM8   | 2 mar 2006  | Kitt Peak     | Spacewatch          | —         | MPC                           |
| 428070     | 2006 HP22  | 20 abr 2006 | Kitt Peak     | Spacewatch          | —         | MPC                           |
| 428071     | 2006 HY44  | 25 abr 2006 | Kitt Peak     | Spacewatch          | —         | MPC                           |
| 428072     | 2006 HP52  | 2 abr 2006  | Catalina      | CSS                 | —         | MPC                           |
| 428073     | 2006 HQ52  | 18 abr 2006 | Catalina      | CSS                 | —         | MPC                           |
| 428074     | 2006 HC76  | 25 abr 2006 | Kitt Peak     | Spacewatch          | —         | MPC                           |
| 428075     | 2006 HY97  | 30 abr 2006 | Kitt Peak     | Spacewatch          | —         | MPC                           |
| 428076     | 2006 HH106 | 20 abr 2006 | Kitt Peak     | Spacewatch          | —         | MPC                           |
| 428077     | 2006 HO132 | 27 fev 2006 | Kitt Peak     | Spacewatch          | —         | MPC                           |
| 428078     | 2006 JG20  | 20 abr 2006 | Kitt Peak     | Spacewatch          | —         | MPC                           |
| 428079     | 2006 JL52  | 5 mai 2006  | Anderson Mesa | LONEOS              | —         | MPC                           |
| 428080     | 2006 JG80  | 9 mai 2006  | Mount Lemmon  | Mount Lemmon Survey | —         | MPC                           |
| 428081     | 2006 JR80  | 8 mai 2006  | Mount Lemmon  | Mount Lemmon Survey | —         | MPC                           |
| 428082     | 2006 KN12  | 20 mai 2006 | Kitt Peak     | Spacewatch          | —         | MPC                           |
| 428083     | 2006 KL46  | 19 nov 2003 | Kitt Peak     | Spacewatch          | —         | MPC                           |
| 428084     | 2006 KT71  | 22 mai 2006 | Kitt Peak     | Spacewatch          | —         | MPC                           |
| 428085     | 2006 KB85  | 26 mai 2006 | Mount Lemmon  | Mount Lemmon Survey | —         | MPC                           |
| 428086     | 2006 NM    | 3 jul 2006  | Siding Spring | SSS                 | —         | MPC                           |
| 428087     | 2006 OP9   | 24 jul 2006 | Hibiscus      | S. F. Hönig         | —         | MPC                           |
| 428088     | 2006 OQ9   | 18 jul 2006 | Mount Lemmon  | Mount Lemmon Survey | —         | MPC                           |
| 428089     | 2006 PK32  | 15 ago 2006 | Palomar       | NEAT                | —         | MPC                           |
| 428090     | 2006 PU32  | 15 ago 2006 | Siding Spring | SSS                 | —         | MPC                           |
| 428091     | 2006 QH4   | 18 ago 2006 | Kitt Peak     | Spacewatch          | —         | MPC                           |
| 428092     | 2006 QO4   | 18 ago 2006 | Vicques       | M. Ory              | —         | MPC                           |
| 428093     | 2006 QE16  | 17 ago 2006 | Palomar       | NEAT                | —         | MPC                           |
| 428094     | 2006 QK41  | 21 jun 2006 | Catalina      | CSS                 | —         | MPC                           |
| 428095     | 2006 QE59  | 19 ago 2006 | Anderson Mesa | LONEOS              | —         | MPC                           |
| 428096     | 2006 QA63  | 24 ago 2006 | Socorro       | LINEAR              | —         | MPC                           |
| 428097     | 2006 QT65  | 27 ago 2006 | Kitt Peak     | Spacewatch          | —         | MPC                           |
| 428098     | 2006 QO68  | 21 ago 2006 | Kitt Peak     | Spacewatch          | —         | MPC                           |
| 428099     | 2006 QZ126 | 16 ago 2006 | Palomar       | NEAT                | —         | MPC                           |
| 428100     | 2006 QJ132 | 22 ago 2006 | Palomar       | NEAT                | —         | MPC                           |

## 428101–428200
| Designação          | Designação | Descoberta  | Descoberta    | Descobridor(es)     | Categoria | Mais informações / Referência |
| Permanente          | Provisória | Data        | Local         | Descobridor(es)     | Categoria | Mais informações / Referência |
| ------------------- | ---------- | ----------- | ------------- | ------------------- | --------- | ----------------------------- |
| 428101              | 2006 QD135 | 27 ago 2006 | Anderson Mesa | LONEOS              | —         | MPC                           |
| 428102 Rolandwagner | 2006 QO137 | 30 ago 2006 | Saint-Sulpice | B. Christophe       | —         | MPC                           |
| 428103              | 2006 QU162 | 21 ago 2006 | Kitt Peak     | Spacewatch          | —         | MPC                           |
| 428104              | 2006 QT182 | 18 ago 2006 | Kitt Peak     | Spacewatch          | —         | MPC                           |
| 428105              | 2006 QP187 | 29 ago 2006 | Anderson Mesa | LONEOS              | —         | MPC                           |
| 428106              | 2006 RQ    | 28 ago 2006 | Catalina      | CSS                 | —         | MPC                           |
| 428107              | 2006 RO6   | 14 set 2006 | Catalina      | CSS                 | —         | MPC                           |
| 428108              | 2006 RY8   | 12 set 2006 | Catalina      | CSS                 | —         | MPC                           |
| 428109              | 2006 RN32  | 15 set 2006 | Kitt Peak     | Spacewatch          | —         | MPC                           |
| 428110              | 2006 RR52  | 14 set 2006 | Kitt Peak     | Spacewatch          | —         | MPC                           |
| 428111              | 2006 RM54  | 21 jul 2006 | Mount Lemmon  | Mount Lemmon Survey | —         | MPC                           |
| 428112              | 2006 RA56  | 14 set 2006 | Kitt Peak     | Spacewatch          | —         | MPC                           |
| 428113              | 2006 RB66  | 14 set 2006 | Kitt Peak     | Spacewatch          | —         | MPC                           |
| 428114              | 2006 RS68  | 15 set 2006 | Kitt Peak     | Spacewatch          | —         | MPC                           |
| 428115              | 2006 RB82  | 15 set 2006 | Kitt Peak     | Spacewatch          | —         | MPC                           |
| 428116              | 2006 RZ87  | 15 set 2006 | Kitt Peak     | Spacewatch          | —         | MPC                           |
| 428117              | 2006 RK99  | 15 set 2006 | Kitt Peak     | Spacewatch          | —         | MPC                           |
| 428118              | 2006 RP100 | 14 set 2006 | Catalina      | CSS                 | —         | MPC                           |
| 428119              | 2006 RC104 | 11 set 2006 | Apache Point  | A. C. Becker        | —         | MPC                           |
| 428120              | 2006 RX108 | 14 set 2006 | Mauna Kea     | J. Masiero          | —         | MPC                           |
| 428121              | 2006 RZ110 | 14 set 2006 | Mauna Kea     | J. Masiero          | —         | MPC                           |
| 428122              | 2006 SJ2   | 16 set 2006 | Catalina      | CSS                 | —         | MPC                           |
| 428123              | 2006 SD10  | 30 ago 2006 | Anderson Mesa | LONEOS              | —         | MPC                           |
| 428124              | 2006 SX16  | 22 jul 2006 | Mount Lemmon  | Mount Lemmon Survey | —         | MPC                           |
| 428125              | 2006 SV41  | 18 set 2006 | Anderson Mesa | LONEOS              | —         | MPC                           |
| 428126              | 2006 SW41  | 18 set 2006 | Anderson Mesa | LONEOS              | —         | MPC                           |
| 428127              | 2006 SG52  | 19 set 2006 | Anderson Mesa | LONEOS              | —         | MPC                           |
| 428128              | 2006 SU65  | 19 set 2006 | Kitt Peak     | Spacewatch          | —         | MPC                           |
| 428129              | 2006 SZ67  | 19 set 2006 | Kitt Peak     | Spacewatch          | —         | MPC                           |
| 428130              | 2006 SO72  | 19 set 2006 | Kitt Peak     | Spacewatch          | Mitidika  | MPC                           |
| 428131              | 2006 SM73  | 19 set 2006 | Kitt Peak     | Spacewatch          | —         | MPC                           |
| 428132              | 2006 ST75  | 19 set 2006 | Kitt Peak     | Spacewatch          | —         | MPC                           |
| 428133              | 2006 SK93  | 18 set 2006 | Kitt Peak     | Spacewatch          | —         | MPC                           |
| 428134              | 2006 SV95  | 18 set 2006 | Kitt Peak     | Spacewatch          | Ursula    | MPC                           |
| 428135              | 2006 SQ103 | 19 set 2006 | Kitt Peak     | Spacewatch          | —         | MPC                           |
| 428136              | 2006 SJ109 | 19 set 2006 | Kitt Peak     | Spacewatch          | —         | MPC                           |
| 428137              | 2006 SH123 | 29 fev 2004 | Kitt Peak     | Spacewatch          | —         | MPC                           |
| 428138              | 2006 SR124 | 19 set 2006 | Catalina      | CSS                 | —         | MPC                           |
| 428139              | 2006 SN132 | 16 set 2006 | Catalina      | CSS                 | —         | MPC                           |
| 428140              | 2006 SG145 | 19 set 2006 | Kitt Peak     | Spacewatch          | Ursula    | MPC                           |
| 428141              | 2006 SB156 | 23 set 2006 | Kitt Peak     | Spacewatch          | —         | MPC                           |
| 428142              | 2006 SQ158 | 23 set 2006 | Kitt Peak     | Spacewatch          | —         | MPC                           |
| 428143              | 2006 SX167 | 17 set 2006 | Catalina      | CSS                 | —         | MPC                           |
| 428144              | 2006 SM168 | 25 set 2006 | Kitt Peak     | Spacewatch          | —         | MPC                           |
| 428145              | 2006 SN170 | 25 set 2006 | Kitt Peak     | Spacewatch          | —         | MPC                           |
| 428146              | 2006 SP172 | 25 set 2006 | Kitt Peak     | Spacewatch          | —         | MPC                           |
| 428147              | 2006 SZ175 | 25 set 2006 | Kitt Peak     | Spacewatch          | —         | MPC                           |
| 428148              | 2006 ST185 | 25 set 2006 | Mount Lemmon  | Mount Lemmon Survey | —         | MPC                           |
| 428149              | 2006 SK215 | 27 set 2006 | Kitt Peak     | Spacewatch          | —         | MPC                           |
| 428150              | 2006 SY222 | 25 set 2006 | Mount Lemmon  | Mount Lemmon Survey | —         | MPC                           |
| 428151              | 2006 SL234 | 26 set 2006 | Kitt Peak     | Spacewatch          | —         | MPC                           |
| 428152              | 2006 SR235 | 18 ago 2006 | Kitt Peak     | Spacewatch          | —         | MPC                           |
| 428153              | 2006 SM236 | 26 set 2006 | Mount Lemmon  | Mount Lemmon Survey | —         | MPC                           |
| 428154              | 2006 SD256 | 11 mar 2005 | Mount Lemmon  | Mount Lemmon Survey | —         | MPC                           |
| 428155              | 2006 SS267 | 26 set 2006 | Kitt Peak     | Spacewatch          | —         | MPC                           |
| 428156              | 2006 SR268 | 26 set 2006 | Kitt Peak     | Spacewatch          | —         | MPC                           |
| 428157              | 2006 SB272 | 27 ago 2006 | Kitt Peak     | Spacewatch          | —         | MPC                           |
| 428158              | 2006 SX279 | 28 set 2006 | Kitt Peak     | Spacewatch          | —         | MPC                           |
| 428159              | 2006 SS289 | 19 set 2006 | Catalina      | CSS                 | —         | MPC                           |
| 428160              | 2006 SM306 | 27 set 2006 | Mount Lemmon  | Mount Lemmon Survey | —         | MPC                           |
| 428161              | 2006 SD311 | 27 set 2006 | Kitt Peak     | Spacewatch          | —         | MPC                           |
| 428162              | 2006 SX338 | 28 set 2006 | Kitt Peak     | Spacewatch          | —         | MPC                           |
| 428163              | 2006 SU346 | 28 set 2006 | Mount Lemmon  | Mount Lemmon Survey | —         | MPC                           |
| 428164              | 2006 SB361 | 30 set 2006 | Mount Lemmon  | Mount Lemmon Survey | —         | MPC                           |
| 428165              | 2006 SG363 | 30 set 2006 | Mount Lemmon  | Mount Lemmon Survey | —         | MPC                           |
| 428166              | 2006 SY366 | 20 set 2006 | Catalina      | CSS                 | —         | MPC                           |
| 428167              | 2006 SM373 | 16 set 2006 | Apache Point  | A. C. Becker        | —         | MPC                           |
| 428168              | 2006 SY385 | 29 set 2006 | Apache Point  | A. C. Becker        | —         | MPC                           |
| 428169              | 2006 SP392 | 26 set 2006 | Mount Lemmon  | Mount Lemmon Survey | —         | MPC                           |
| 428170              | 2006 SO395 | 17 set 2006 | Mauna Kea     | J. Masiero          | —         | MPC                           |
| 428171              | 2006 SL398 | 16 set 2006 | Kitt Peak     | Spacewatch          | —         | MPC                           |
| 428172              | 2006 SS411 | 28 set 2006 | Kitt Peak     | Spacewatch          | Mitidika  | MPC                           |
| 428173              | 2006 TZ21  | 11 out 2006 | Kitt Peak     | Spacewatch          | —         | MPC                           |
| 428174              | 2006 TC30  | 30 set 2006 | Mount Lemmon  | Mount Lemmon Survey | —         | MPC                           |
| 428175              | 2006 TR35  | 12 out 2006 | Kitt Peak     | Spacewatch          | —         | MPC                           |
| 428176              | 2006 TV46  | 12 out 2006 | Kitt Peak     | Spacewatch          | —         | MPC                           |
| 428177              | 2006 TT71  | 30 set 2006 | Catalina      | CSS                 | —         | MPC                           |
| 428178              | 2006 TH83  | 4 out 2006  | Mount Lemmon  | Mount Lemmon Survey | —         | MPC                           |
| 428179              | 2006 TF88  | 13 out 2006 | Kitt Peak     | Spacewatch          | —         | MPC                           |
| 428180              | 2006 TT95  | 12 out 2006 | Kitt Peak     | Spacewatch          | —         | MPC                           |
| 428181              | 2006 TW114 | 1 out 2006  | Apache Point  | A. C. Becker        | —         | MPC                           |
| 428182              | 2006 UY3   | 22 set 2006 | Catalina      | CSS                 | —         | MPC                           |
| 428183              | 2006 UY9   | 16 out 2006 | Kitt Peak     | Spacewatch          | —         | MPC                           |
| 428184              | 2006 UW47  | 16 set 2006 | Catalina      | CSS                 | Eos       | MPC                           |
| 428185              | 2006 UY60  | 19 out 2006 | Mount Lemmon  | Mount Lemmon Survey | —         | MPC                           |
| 428186              | 2006 UO68  | 16 out 2006 | Kitt Peak     | Spacewatch          | —         | MPC                           |
| 428187              | 2006 UP71  | 17 out 2006 | Kitt Peak     | Spacewatch          | —         | MPC                           |
| 428188              | 2006 UC84  | 25 set 2006 | Mount Lemmon  | Mount Lemmon Survey | Mitidika  | MPC                           |
| 428189              | 2006 UE87  | 17 out 2006 | Mount Lemmon  | Mount Lemmon Survey | —         | MPC                           |
| 428190              | 2006 UG87  | 17 out 2006 | Mount Lemmon  | Mount Lemmon Survey | —         | MPC                           |
| 428191              | 2006 UC103 | 2 out 2006  | Mount Lemmon  | Mount Lemmon Survey | —         | MPC                           |
| 428192              | 2006 UL110 | 19 out 2006 | Kitt Peak     | Spacewatch          | —         | MPC                           |
| 428193              | 2006 UW121 | 19 out 2006 | Kitt Peak     | Spacewatch          | —         | MPC                           |
| 428194              | 2006 UC133 | 19 out 2006 | Kitt Peak     | Spacewatch          | —         | MPC                           |
| 428195              | 2006 UW140 | 19 out 2006 | Kitt Peak     | Spacewatch          | —         | MPC                           |
| 428196              | 2006 UM156 | 21 out 2006 | Catalina      | CSS                 | —         | MPC                           |
| 428197              | 2006 UZ161 | 2 out 2006  | Mount Lemmon  | Mount Lemmon Survey | —         | MPC                           |
| 428198              | 2006 UA164 | 2 out 2006  | Mount Lemmon  | Mount Lemmon Survey | —         | MPC                           |
| 428199              | 2006 UN166 | 21 out 2006 | Mount Lemmon  | Mount Lemmon Survey | —         | MPC                           |
| 428200              | 2006 US220 | 17 out 2006 | Kitt Peak     | Spacewatch          | —         | MPC                           |

## 428201–428300
| Designação | Designação | Descoberta  | Descoberta        | Descobridor(es)     | Categoria | Mais informações / Referência |
| Permanente | Provisória | Data        | Local             | Descobridor(es)     | Categoria | Mais informações / Referência |
| ---------- | ---------- | ----------- | ----------------- | ------------------- | --------- | ----------------------------- |
| 428201     | 2006 UU230 | 21 out 2006 | Palomar           | NEAT                | Mitidika  | MPC                           |
| 428202     | 2006 UO252 | 26 set 2006 | Mount Lemmon      | Mount Lemmon Survey | —         | MPC                           |
| 428203     | 2006 UQ268 | 27 out 2006 | Mount Lemmon      | Mount Lemmon Survey | Mitidika  | MPC                           |
| 428204     | 2006 UX269 | 4 out 2006  | Mount Lemmon      | Mount Lemmon Survey | —         | MPC                           |
| 428205     | 2006 UO278 | 28 set 2006 | Mount Lemmon      | Mount Lemmon Survey | —         | MPC                           |
| 428206     | 2006 UL280 | 28 out 2006 | Mount Lemmon      | Mount Lemmon Survey | Mitidika  | MPC                           |
| 428207     | 2006 UO281 | 25 set 2006 | Mount Lemmon      | Mount Lemmon Survey | —         | MPC                           |
| 428208     | 2006 UB330 | 16 out 2006 | Apache Point      | A. C. Becker        | Mitidika  | MPC                           |
| 428209     | 2006 VC    | 1 nov 2006  | Catalina          | CSS                 | —         | MPC                           |
| 428210     | 2006 VQ7   | 27 set 2006 | Mount Lemmon      | Mount Lemmon Survey | —         | MPC                           |
| 428211     | 2006 VK16  | 21 out 2006 | Kitt Peak         | Spacewatch          | —         | MPC                           |
| 428212     | 2006 VS18  | 9 nov 2006  | Kitt Peak         | Spacewatch          | —         | MPC                           |
| 428213     | 2006 VQ20  | 9 nov 2006  | Kitt Peak         | Spacewatch          | —         | MPC                           |
| 428214     | 2006 VC32  | 11 nov 2006 | Mount Lemmon      | Mount Lemmon Survey | —         | MPC                           |
| 428215     | 2006 VH36  | 11 nov 2006 | Catalina          | CSS                 | —         | MPC                           |
| 428216     | 2006 VA48  | 27 set 2006 | Mount Lemmon      | Mount Lemmon Survey | —         | MPC                           |
| 428217     | 2006 VP74  | 21 out 2006 | Mount Lemmon      | Mount Lemmon Survey | —         | MPC                           |
| 428218     | 2006 VD111 | 4 out 2006  | Mount Lemmon      | Mount Lemmon Survey | —         | MPC                           |
| 428219     | 2006 VB114 | 20 out 2006 | Kitt Peak         | Spacewatch          | Mitidika  | MPC                           |
| 428220     | 2006 VR120 | 21 out 2006 | Kitt Peak         | Spacewatch          | —         | MPC                           |
| 428221     | 2006 VY123 | 14 nov 2006 | Kitt Peak         | Spacewatch          | —         | MPC                           |
| 428222     | 2006 VV136 | 15 nov 2006 | Kitt Peak         | Spacewatch          | —         | MPC                           |
| 428223     | 2006 WW    | 17 nov 2006 | Catalina          | CSS                 | —         | MPC                           |
| 428224     | 2006 WX34  | 16 nov 2006 | Kitt Peak         | Spacewatch          | —         | MPC                           |
| 428225     | 2006 WU35  | 16 nov 2006 | Kitt Peak         | Spacewatch          | —         | MPC                           |
| 428226     | 2006 WW47  | 16 nov 2006 | Kitt Peak         | Spacewatch          | —         | MPC                           |
| 428227     | 2006 WD95  | 19 nov 2006 | Kitt Peak         | Spacewatch          | —         | MPC                           |
| 428228     | 2006 WP114 | 15 nov 2006 | Catalina          | CSS                 | —         | MPC                           |
| 428229     | 2006 WU124 | 15 nov 2006 | Catalina          | CSS                 | —         | MPC                           |
| 428230     | 2006 WD153 | 21 nov 2006 | Mount Lemmon      | Mount Lemmon Survey | —         | MPC                           |
| 428231     | 2006 WX153 | 22 nov 2006 | Kitt Peak         | Spacewatch          | —         | MPC                           |
| 428232     | 2006 WP167 | 20 out 2006 | Mount Lemmon      | Mount Lemmon Survey | —         | MPC                           |
| 428233     | 2006 WC168 | 11 nov 2006 | Kitt Peak         | Spacewatch          | —         | MPC                           |
| 428234     | 2006 WV182 | 24 nov 2006 | Kitt Peak         | Spacewatch          | —         | MPC                           |
| 428235     | 2006 XE11  | 21 out 2006 | Kitt Peak         | Spacewatch          | —         | MPC                           |
| 428236     | 2006 XO13  | 10 dez 2006 | Kitt Peak         | Spacewatch          | Mitidika  | MPC                           |
| 428237     | 2006 XO22  | 10 nov 2006 | Kitt Peak         | Spacewatch          | —         | MPC                           |
| 428238     | 2006 XP28  | 17 nov 2006 | Mount Lemmon      | Mount Lemmon Survey | —         | MPC                           |
| 428239     | 2006 XL58  | 22 nov 2006 | Mount Lemmon      | Mount Lemmon Survey | —         | MPC                           |
| 428240     | 2006 XS61  | 15 dez 2006 | Kitt Peak         | Spacewatch          | Mitidika  | MPC                           |
| 428241     | 2006 XF70  | 13 dez 2006 | Mount Lemmon      | Mount Lemmon Survey | —         | MPC                           |
| 428242     | 2006 YF10  | 16 nov 2006 | Kitt Peak         | Spacewatch          | —         | MPC                           |
| 428243     | 2006 YE19  | 24 dez 2006 | Kitt Peak         | Spacewatch          | —         | MPC                           |
| 428244     | 2006 YH22  | 12 nov 2006 | Mount Lemmon      | Mount Lemmon Survey | —         | MPC                           |
| 428245     | 2006 YQ31  | 1 dez 2006  | Mount Lemmon      | Mount Lemmon Survey | —         | MPC                           |
| 428246     | 2006 YS52  | 21 dez 2006 | Kitt Peak         | Spacewatch          | —         | MPC                           |
| 428247     | 2007 AP2   | 8 jan 2007  | Catalina          | CSS                 | —         | MPC                           |
| 428248     | 2007 AY15  | 18 nov 2006 | Mount Lemmon      | Mount Lemmon Survey | —         | MPC                           |
| 428249     | 2007 BE1   | 16 jan 2007 | Catalina          | CSS                 | —         | MPC                           |
| 428250     | 2007 BS7   | 17 jan 2007 | Kitt Peak         | Spacewatch          | —         | MPC                           |
| 428251     | 2007 BT21  | 24 jan 2007 | Socorro           | LINEAR              | —         | MPC                           |
| 428252     | 2007 BC22  | 27 nov 2006 | Mount Lemmon      | Mount Lemmon Survey | —         | MPC                           |
| 428253     | 2007 BV49  | 25 jan 2007 | Catalina          | CSS                 | —         | MPC                           |
| 428254     | 2007 BO58  | 17 jan 2007 | Kitt Peak         | Spacewatch          | —         | MPC                           |
| 428255     | 2007 BQ61  | 21 dez 2006 | Kitt Peak         | Spacewatch          | —         | MPC                           |
| 428256     | 2007 BS69  | 27 jan 2007 | Kitt Peak         | Spacewatch          | Meliboea  | MPC                           |
| 428257     | 2007 BW72  | 25 jan 2007 | Catalina          | CSS                 | —         | MPC                           |
| 428258     | 2007 BG100 | 17 jan 2007 | Kitt Peak         | Spacewatch          | —         | MPC                           |
| 428259     | 2007 CA6   | 5 fev 2007  | Lulin Observatory | H.-C. Lin, Q.-z. Ye | —         | MPC                           |
| 428260     | 2007 CZ17  | 8 fev 2007  | Mount Lemmon      | Mount Lemmon Survey | —         | MPC                           |
| 428261     | 2007 CW25  | 17 jan 2007 | Catalina          | CSS                 | —         | MPC                           |
| 428262     | 2007 CT60  | 10 fev 2007 | Catalina          | CSS                 | —         | MPC                           |
| 428263     | 2007 CR63  | 8 fev 2007  | Kitt Peak         | Spacewatch          | —         | MPC                           |
| 428264     | 2007 CO65  | 10 fev 2007 | Mount Lemmon      | Mount Lemmon Survey | Phocaea   | MPC                           |
| 428265     | 2007 CG66  | 10 fev 2007 | Mount Lemmon      | Mount Lemmon Survey | —         | MPC                           |
| 428266     | 2007 DG28  | 17 fev 2007 | Kitt Peak         | Spacewatch          | —         | MPC                           |
| 428267     | 2007 DB33  | 17 fev 2007 | Kitt Peak         | Spacewatch          | —         | MPC                           |
| 428268     | 2007 DR43  | 17 fev 2007 | Kitt Peak         | Spacewatch          | —         | MPC                           |
| 428269     | 2007 DW47  | 21 fev 2007 | Mount Lemmon      | Mount Lemmon Survey | —         | MPC                           |
| 428270     | 2007 DO55  | 21 fev 2007 | Kitt Peak         | Spacewatch          | —         | MPC                           |
| 428271     | 2007 DM61  | 19 fev 2007 | Catalina          | CSS                 | —         | MPC                           |
| 428272     | 2007 DN63  | 8 fev 2007  | Kitt Peak         | Spacewatch          | —         | MPC                           |
| 428273     | 2007 DM64  | 21 fev 2007 | Kitt Peak         | Spacewatch          | —         | MPC                           |
| 428274     | 2007 DT91  | 23 fev 2007 | Mount Lemmon      | Mount Lemmon Survey | —         | MPC                           |
| 428275     | 2007 DM111 | 25 fev 2007 | Mount Lemmon      | Mount Lemmon Survey | —         | MPC                           |
| 428276     | 2007 EJ25  | 10 mar 2007 | Mount Lemmon      | Mount Lemmon Survey | —         | MPC                           |
| 428277     | 2007 ED34  | 21 fev 2007 | Mount Lemmon      | Mount Lemmon Survey | —         | MPC                           |
| 428278     | 2007 EJ53  | 23 fev 2007 | Kitt Peak         | Spacewatch          | —         | MPC                           |
| 428279     | 2007 EX59  | 9 mar 2007  | Mount Lemmon      | Mount Lemmon Survey | —         | MPC                           |
| 428280     | 2007 ED67  | 10 mar 2007 | Kitt Peak         | Spacewatch          | —         | MPC                           |
| 428281     | 2007 ER84  | 12 mar 2007 | Catalina          | CSS                 | —         | MPC                           |
| 428282     | 2007 EA85  | 24 mar 2003 | Kitt Peak         | Spacewatch          | —         | MPC                           |
| 428283     | 2007 ET96  | 10 mar 2007 | Mount Lemmon      | Mount Lemmon Survey | —         | MPC                           |
| 428284     | 2007 EL100 | 27 mar 2003 | Kitt Peak         | Spacewatch          | —         | MPC                           |
| 428285     | 2007 EK102 | 11 mar 2007 | Kitt Peak         | Spacewatch          | —         | MPC                           |
| 428286     | 2007 EN103 | 11 mar 2007 | Mount Lemmon      | Mount Lemmon Survey | —         | MPC                           |
| 428287     | 2007 EC117 | 13 mar 2007 | Mount Lemmon      | Mount Lemmon Survey | —         | MPC                           |
| 428288     | 2007 EX120 | 13 fev 2007 | Mount Lemmon      | Mount Lemmon Survey | —         | MPC                           |
| 428289     | 2007 EJ126 | 27 jan 2007 | Kitt Peak         | Spacewatch          | —         | MPC                           |
| 428290     | 2007 EH130 | 9 mar 2007  | Mount Lemmon      | Mount Lemmon Survey | —         | MPC                           |
| 428291     | 2007 EL131 | 9 mar 2007  | Mount Lemmon      | Mount Lemmon Survey | —         | MPC                           |
| 428292     | 2007 EX137 | 11 mar 2007 | Kitt Peak         | Spacewatch          | Phocaea   | MPC                           |
| 428293     | 2007 EL139 | 12 mar 2007 | Kitt Peak         | Spacewatch          | —         | MPC                           |
| 428294     | 2007 EL145 | 12 mar 2007 | Mount Lemmon      | Mount Lemmon Survey | —         | MPC                           |
| 428295     | 2007 ED149 | 12 mar 2007 | Mount Lemmon      | Mount Lemmon Survey | —         | MPC                           |
| 428296     | 2007 EE174 | 14 mar 2007 | Kitt Peak         | Spacewatch          | —         | MPC                           |
| 428297     | 2007 EN182 | 26 fev 2007 | Mount Lemmon      | Mount Lemmon Survey | —         | MPC                           |
| 428298     | 2007 EY192 | 4 dez 2005  | Kitt Peak         | Spacewatch          | Phocaea   | MPC                           |
| 428299     | 2007 EL198 | 10 mar 2007 | Kitt Peak         | Spacewatch          | —         | MPC                           |
| 428300     | 2007 EB214 | 12 mar 2007 | Kitt Peak         | Spacewatch          | —         | MPC                           |

## 428301–428400
| Designação | Designação | Descoberta  | Descoberta        | Descobridor(es)     | Categoria | Mais informações / Referência |
| Permanente | Provisória | Data        | Local             | Descobridor(es)     | Categoria | Mais informações / Referência |
| ---------- | ---------- | ----------- | ----------------- | ------------------- | --------- | ----------------------------- |
| 428301     | 2007 EG214 | 12 mar 2007 | Catalina          | CSS                 | —         | MPC                           |
| 428302     | 2007 EB218 | 9 mar 2007  | Mount Lemmon      | Mount Lemmon Survey | —         | MPC                           |
| 428303     | 2007 EF223 | 15 mar 2007 | Catalina          | CSS                 | Phocaea   | MPC                           |
| 428304     | 2007 FG6   | 16 mar 2007 | Mount Lemmon      | Mount Lemmon Survey | —         | MPC                           |
| 428305     | 2007 FY12  | 13 mar 2007 | Catalina          | CSS                 | —         | MPC                           |
| 428306     | 2007 FN16  | 10 mar 2007 | Mount Lemmon      | Mount Lemmon Survey | —         | MPC                           |
| 428307     | 2007 FP18  | 20 mar 2007 | Socorro           | LINEAR              | —         | MPC                           |
| 428308     | 2007 FC25  | 20 mar 2007 | Kitt Peak         | Spacewatch          | —         | MPC                           |
| 428309     | 2007 FX39  | 17 mar 2007 | Anderson Mesa     | LONEOS              | —         | MPC                           |
| 428310     | 2007 FH44  | 25 mar 2007 | Mount Lemmon      | Mount Lemmon Survey | —         | MPC                           |
| 428311     | 2007 FY49  | 20 mar 2007 | Catalina          | CSS                 | —         | MPC                           |
| 428312     | 2007 GF3   | 7 abr 2007  | Mount Lemmon      | Mount Lemmon Survey | —         | MPC                           |
| 428313     | 2007 GT8   | 7 abr 2007  | Mount Lemmon      | Mount Lemmon Survey | —         | MPC                           |
| 428314     | 2007 GD20  | 11 abr 2007 | Kitt Peak         | Spacewatch          | —         | MPC                           |
| 428315     | 2007 GG22  | 11 abr 2007 | Mount Lemmon      | Mount Lemmon Survey | —         | MPC                           |
| 428316     | 2007 GV33  | 11 abr 2007 | Mount Lemmon      | Mount Lemmon Survey | —         | MPC                           |
| 428317     | 2007 GM44  | 14 abr 2007 | Kitt Peak         | Spacewatch          | —         | MPC                           |
| 428318     | 2007 GY49  | 14 mar 2007 | Mount Lemmon      | Mount Lemmon Survey | —         | MPC                           |
| 428319     | 2007 GN67  | 15 abr 2007 | Kitt Peak         | Spacewatch          | —         | MPC                           |
| 428320     | 2007 GV68  | 15 abr 2007 | Mount Lemmon      | Mount Lemmon Survey | —         | MPC                           |
| 428321     | 2007 GL77  | 15 abr 2007 | Catalina          | CSS                 | —         | MPC                           |
| 428322     | 2007 HC13  | 25 fev 2007 | Mount Lemmon      | Mount Lemmon Survey | —         | MPC                           |
| 428323     | 2007 HH25  | 18 abr 2007 | Kitt Peak         | Spacewatch          | —         | MPC                           |
| 428324     | 2007 HL30  | 19 abr 2007 | Mount Lemmon      | Mount Lemmon Survey | —         | MPC                           |
| 428325     | 2007 HL45  | 18 abr 2007 | Kitt Peak         | Spacewatch          | —         | MPC                           |
| 428326     | 2007 HW46  | 20 abr 2007 | Kitt Peak         | Spacewatch          | —         | MPC                           |
| 428327     | 2007 HJ52  | 20 abr 2007 | Kitt Peak         | Spacewatch          | —         | MPC                           |
| 428328     | 2007 HP56  | 22 abr 2007 | Catalina          | CSS                 | —         | MPC                           |
| 428329     | 2007 HW68  | 23 abr 2007 | Mount Lemmon      | Mount Lemmon Survey | —         | MPC                           |
| 428330     | 2007 HP73  | 14 abr 2007 | Kitt Peak         | Spacewatch          | —         | MPC                           |
| 428331     | 2007 HV73  | 15 mar 2007 | Mount Lemmon      | Mount Lemmon Survey | —         | MPC                           |
| 428332     | 2007 HV77  | 16 fev 2007 | Mount Lemmon      | Mount Lemmon Survey | —         | MPC                           |
| 428333     | 2007 HK84  | 22 abr 2007 | Mount Lemmon      | Mount Lemmon Survey | —         | MPC                           |
| 428334     | 2007 HT86  | 24 abr 2007 | Kitt Peak         | Spacewatch          | —         | MPC                           |
| 428335     | 2007 HA87  | 24 abr 2007 | Kitt Peak         | Spacewatch          | —         | MPC                           |
| 428336     | 2007 HL90  | 23 abr 2007 | Catalina          | CSS                 | —         | MPC                           |
| 428337     | 2007 HB97  | 16 abr 2007 | Catalina          | CSS                 | —         | MPC                           |
| 428338     | 2007 HC98  | 24 abr 2007 | Mount Lemmon      | Mount Lemmon Survey | —         | MPC                           |
| 428339     | 2007 JL2   | 7 mai 2007  | Purple Mountain   | PMO NEO             | —         | MPC                           |
| 428340     | 2007 KR4   | 24 mai 2007 | Kitt Peak         | Spacewatch          | —         | MPC                           |
| 428341     | 2007 KS6   | 11 mai 2007 | Mount Lemmon      | Mount Lemmon Survey | —         | MPC                           |
| 428342     | 2007 KE8   | 17 mai 2007 | Catalina          | CSS                 | —         | MPC                           |
| 428343     | 2007 LA2   | 12 mai 2007 | Mount Lemmon      | Mount Lemmon Survey | —         | MPC                           |
| 428344     | 2007 LB2   | 7 jun 2007  | Kitt Peak         | Spacewatch          | —         | MPC                           |
| 428345     | 2007 LQ4   | 15 mar 2007 | Mount Lemmon      | Mount Lemmon Survey | —         | MPC                           |
| 428346     | 2007 LS23  | 14 jun 2007 | Kitt Peak         | Spacewatch          | Phocaea   | MPC                           |
| 428347     | 2007 LR30  | 11 jun 2007 | Mauna Kea         | D. D. Balam         | Vesta     | MPC                           |
| 428348     | 2007 MV1   | 17 jun 2007 | Kitt Peak         | Spacewatch          | —         | MPC                           |
| 428349     | 2007 MQ5   | 17 jun 2007 | Kitt Peak         | Spacewatch          | —         | MPC                           |
| 428350     | 2007 MA17  | 15 mar 2007 | Mount Lemmon      | Mount Lemmon Survey | —         | MPC                           |
| 428351     | 2007 OT5   | 22 jul 2007 | Lulin Observatory | LUSS                | —         | MPC                           |
| 428352     | 2007 OV7   | 13 mai 2007 | Catalina          | CSS                 | —         | MPC                           |
| 428353     | 2007 PD32  | 8 ago 2007  | Socorro           | LINEAR              | —         | MPC                           |
| 428354     | 2007 PZ49  | 10 ago 2007 | Kitt Peak         | Spacewatch          | —         | MPC                           |
| 428355     | 2007 QS13  | 24 ago 2007 | Kitt Peak         | Spacewatch          | —         | MPC                           |
| 428356     | 2007 RW21  | 3 set 2007  | Catalina          | CSS                 | —         | MPC                           |
| 428357     | 2007 RK30  | 5 set 2007  | Anderson Mesa     | LONEOS              | —         | MPC                           |
| 428358     | 2007 RH47  | 9 set 2007  | Mount Lemmon      | Mount Lemmon Survey | —         | MPC                           |
| 428359     | 2007 RT48  | 9 set 2007  | Mount Lemmon      | Mount Lemmon Survey | —         | MPC                           |
| 428360     | 2007 RW57  | 9 set 2007  | Anderson Mesa     | LONEOS              | —         | MPC                           |
| 428361     | 2007 RL59  | 10 set 2007 | Kitt Peak         | Spacewatch          | —         | MPC                           |
| 428362     | 2007 RW64  | 10 set 2007 | Mount Lemmon      | Mount Lemmon Survey | —         | MPC                           |
| 428363     | 2007 RQ94  | 10 set 2007 | Kitt Peak         | Spacewatch          | —         | MPC                           |
| 428364     | 2007 RH96  | 10 set 2007 | Kitt Peak         | Spacewatch          | —         | MPC                           |
| 428365     | 2007 RH102 | 11 set 2007 | Catalina          | CSS                 | —         | MPC                           |
| 428366     | 2007 RR112 | 11 set 2007 | Kitt Peak         | Spacewatch          | —         | MPC                           |
| 428367     | 2007 RX132 | 13 set 2007 | Altschwendt       | W. Ries             | —         | MPC                           |
| 428368     | 2007 RV136 | 14 set 2007 | Mount Lemmon      | Mount Lemmon Survey | —         | MPC                           |
| 428369     | 2007 RQ182 | 12 set 2007 | Mount Lemmon      | Mount Lemmon Survey | —         | MPC                           |
| 428370     | 2007 RL195 | 12 set 2007 | Kitt Peak         | Spacewatch          | Ursula    | MPC                           |
| 428371     | 2007 RZ202 | 13 set 2007 | Kitt Peak         | Spacewatch          | —         | MPC                           |
| 428372     | 2007 RU206 | 10 set 2007 | Kitt Peak         | Spacewatch          | —         | MPC                           |
| 428373     | 2007 RO212 | 11 set 2007 | Purple Mountain   | PMO NEO             | —         | MPC                           |
| 428374     | 2007 RQ215 | 12 set 2007 | Kitt Peak         | Spacewatch          | —         | MPC                           |
| 428375     | 2007 RB234 | 12 set 2007 | Catalina          | CSS                 | —         | MPC                           |
| 428376     | 2007 RG252 | 13 set 2007 | Catalina          | CSS                 | —         | MPC                           |
| 428377     | 2007 RG253 | 13 set 2007 | Mount Lemmon      | Mount Lemmon Survey | —         | MPC                           |
| 428378     | 2007 RL258 | 14 set 2007 | Kitt Peak         | Spacewatch          | —         | MPC                           |
| 428379     | 2007 RS261 | 14 set 2007 | Kitt Peak         | Spacewatch          | —         | MPC                           |
| 428380     | 2007 RK280 | 13 set 2007 | Catalina          | CSS                 | —         | MPC                           |
| 428381     | 2007 RX283 | 9 set 2007  | Kitt Peak         | Spacewatch          | Brangane  | MPC                           |
| 428382     | 2007 RE285 | 13 set 2007 | Mount Lemmon      | Mount Lemmon Survey | —         | MPC                           |
| 428383     | 2007 RL292 | 12 set 2007 | Mount Lemmon      | Mount Lemmon Survey | —         | MPC                           |
| 428384     | 2007 RX292 | 12 set 2007 | Mount Lemmon      | Mount Lemmon Survey | —         | MPC                           |
| 428385     | 2007 RH294 | 13 set 2007 | Kitt Peak         | Spacewatch          | —         | MPC                           |
| 428386     | 2007 RB299 | 13 set 2007 | Kitt Peak         | Spacewatch          | —         | MPC                           |
| 428387     | 2007 RH300 | 14 set 2007 | Catalina          | CSS                 | Eos       | MPC                           |
| 428388     | 2007 RR301 | 13 set 2007 | Mount Lemmon      | Mount Lemmon Survey | —         | MPC                           |
| 428389     | 2007 RW315 | 13 set 2007 | Anderson Mesa     | LONEOS              | —         | MPC                           |
| 428390     | 2007 RM319 | 12 set 2007 | Mount Lemmon      | Mount Lemmon Survey | —         | MPC                           |
| 428391     | 2007 RG320 | 13 set 2007 | Kitt Peak         | Spacewatch          | —         | MPC                           |
| 428392     | 2007 RE321 | 13 set 2007 | Socorro           | LINEAR              | —         | MPC                           |
| 428393     | 2007 RH324 | 14 set 2007 | Mount Lemmon      | Mount Lemmon Survey | —         | MPC                           |
| 428394     | 2007 SS8   | 18 set 2007 | Kitt Peak         | Spacewatch          | Brangane  | MPC                           |
| 428395     | 2007 SX8   | 11 set 2007 | Kitt Peak         | Spacewatch          | —         | MPC                           |
| 428396     | 2007 SY10  | 21 set 2007 | Bergisch Gladbach | W. Bickel           | —         | MPC                           |
| 428397     | 2007 SH17  | 12 set 2007 | Catalina          | CSS                 | Eos       | MPC                           |
| 428398     | 2007 SZ22  | 21 set 2007 | Kitt Peak         | Spacewatch          | —         | MPC                           |
| 428399     | 2007 SO23  | 21 set 2007 | XuYi              | PMO NEO             | Brangane  | MPC                           |
| 428400     | 2007 TA3   | 16 jan 2004 | Kitt Peak         | Spacewatch          | —         | MPC                           |

## 428401–428500
| Designação | Designação | Descoberta  | Descoberta       | Descobridor(es)     | Categoria | Mais informações / Referência |
| Permanente | Provisória | Data        | Local            | Descobridor(es)     | Categoria | Mais informações / Referência |
| ---------- | ---------- | ----------- | ---------------- | ------------------- | --------- | ----------------------------- |
| 428401     | 2007 TZ14  | 8 out 2007  | 7300 Observatory | W. K. Y. Yeung      | —         | MPC                           |
| 428402     | 2007 TQ32  | 6 out 2007  | Kitt Peak        | Spacewatch          | —         | MPC                           |
| 428403     | 2007 TL39  | 6 out 2007  | Kitt Peak        | Spacewatch          | —         | MPC                           |
| 428404     | 2007 TZ48  | 4 out 2007  | Kitt Peak        | Spacewatch          | —         | MPC                           |
| 428405     | 2007 TY52  | 4 out 2007  | Kitt Peak        | Spacewatch          | Brangane  | MPC                           |
| 428406     | 2007 TK55  | 4 out 2007  | Kitt Peak        | Spacewatch          | —         | MPC                           |
| 428407     | 2007 TF57  | 4 out 2007  | Kitt Peak        | Spacewatch          | —         | MPC                           |
| 428408     | 2007 TT79  | 6 out 2007  | Kitt Peak        | Spacewatch          | —         | MPC                           |
| 428409     | 2007 TP91  | 4 out 2007  | Kitt Peak        | Spacewatch          | —         | MPC                           |
| 428410     | 2007 TY94  | 7 out 2007  | Catalina         | CSS                 | —         | MPC                           |
| 428411     | 2007 TV96  | 8 out 2007  | Mount Lemmon     | Mount Lemmon Survey | —         | MPC                           |
| 428412     | 2007 TX97  | 8 out 2007  | Mount Lemmon     | Mount Lemmon Survey | —         | MPC                           |
| 428413     | 2007 TA117 | 9 out 2007  | Anderson Mesa    | LONEOS              | —         | MPC                           |
| 428414     | 2007 TS119 | 9 out 2007  | Mount Lemmon     | Mount Lemmon Survey | —         | MPC                           |
| 428415     | 2007 TS122 | 6 out 2007  | Kitt Peak        | Spacewatch          | Brangane  | MPC                           |
| 428416     | 2007 TV128 | 6 out 2007  | Kitt Peak        | Spacewatch          | —         | MPC                           |
| 428417     | 2007 TZ130 | 8 set 2007  | Mount Lemmon     | Mount Lemmon Survey | —         | MPC                           |
| 428418     | 2007 TR140 | 9 out 2007  | Mount Lemmon     | Mount Lemmon Survey | Brangane  | MPC                           |
| 428419     | 2007 TA153 | 9 out 2007  | Socorro          | LINEAR              | —         | MPC                           |
| 428420     | 2007 TE173 | 4 out 2007  | Kitt Peak        | Spacewatch          | Brangane  | MPC                           |
| 428421     | 2007 TR177 | 6 out 2007  | Kitt Peak        | Spacewatch          | —         | MPC                           |
| 428422     | 2007 TW178 | 15 set 2007 | Kitt Peak        | Spacewatch          | —         | MPC                           |
| 428423     | 2007 TE192 | 5 out 2007  | Kitt Peak        | Spacewatch          | —         | MPC                           |
| 428424     | 2007 TY196 | 8 out 2007  | Kitt Peak        | Spacewatch          | —         | MPC                           |
| 428425     | 2007 TE197 | 8 out 2007  | Kitt Peak        | Spacewatch          | —         | MPC                           |
| 428426     | 2007 TV199 | 8 out 2007  | Kitt Peak        | Spacewatch          | —         | MPC                           |
| 428427     | 2007 TD203 | 8 out 2007  | Mount Lemmon     | Mount Lemmon Survey | —         | MPC                           |
| 428428     | 2007 TD206 | 12 set 2007 | Mount Lemmon     | Mount Lemmon Survey | —         | MPC                           |
| 428429     | 2007 TZ210 | 10 set 2007 | Catalina         | CSS                 | —         | MPC                           |
| 428430     | 2007 TE214 | 7 out 2007  | Kitt Peak        | Spacewatch          | —         | MPC                           |
| 428431     | 2007 TA226 | 8 out 2007  | Kitt Peak        | Spacewatch          | —         | MPC                           |
| 428432     | 2007 TN231 | 8 out 2007  | Mount Lemmon     | Mount Lemmon Survey | Hygiea    | MPC                           |
| 428433     | 2007 TV233 | 8 out 2007  | Kitt Peak        | Spacewatch          | —         | MPC                           |
| 428434     | 2007 TL250 | 11 out 2007 | Mount Lemmon     | Mount Lemmon Survey | Brangane  | MPC                           |
| 428435     | 2007 TW253 | 8 out 2007  | Mount Lemmon     | Mount Lemmon Survey | —         | MPC                           |
| 428436     | 2007 TN267 | 25 set 2007 | Mount Lemmon     | Mount Lemmon Survey | —         | MPC                           |
| 428437     | 2007 TE273 | 10 out 2007 | Kitt Peak        | Spacewatch          | —         | MPC                           |
| 428438     | 2007 TY274 | 14 set 2007 | Mount Lemmon     | Mount Lemmon Survey | —         | MPC                           |
| 428439     | 2007 TL275 | 11 out 2007 | Catalina         | CSS                 | Brangane  | MPC                           |
| 428440     | 2007 TK317 | 12 out 2007 | Kitt Peak        | Spacewatch          | —         | MPC                           |
| 428441     | 2007 TY317 | 18 set 2007 | Mount Lemmon     | Mount Lemmon Survey | —         | MPC                           |
| 428442     | 2007 TE322 | 10 out 2007 | Lulin            | LUSS                | —         | MPC                           |
| 428443     | 2007 TP325 | 11 out 2007 | Kitt Peak        | Spacewatch          | —         | MPC                           |
| 428444     | 2007 TV361 | 14 out 2007 | Mount Lemmon     | Mount Lemmon Survey | —         | MPC                           |
| 428445     | 2007 TL377 | 5 out 2007  | Kitt Peak        | Spacewatch          | Brangane  | MPC                           |
| 428446     | 2007 TJ381 | 14 out 2007 | Kitt Peak        | Spacewatch          | —         | MPC                           |
| 428447     | 2007 TF384 | 14 out 2007 | Mount Lemmon     | Mount Lemmon Survey | —         | MPC                           |
| 428448     | 2007 TF387 | 13 out 2007 | Kitt Peak        | Spacewatch          | Eos       | MPC                           |
| 428449     | 2007 TH388 | 13 set 2007 | Kitt Peak        | Spacewatch          | —         | MPC                           |
| 428450     | 2007 TM390 | 14 out 2007 | Mount Lemmon     | Mount Lemmon Survey | —         | MPC                           |
| 428451     | 2007 TJ407 | 15 out 2007 | Mount Lemmon     | Mount Lemmon Survey | Brangane  | MPC                           |
| 428452     | 2007 TL421 | 11 out 2007 | Catalina         | CSS                 | —         | MPC                           |
| 428453     | 2007 TY425 | 9 out 2007  | Kitt Peak        | Spacewatch          | —         | MPC                           |
| 428454     | 2007 TD426 | 9 out 2007  | Mount Lemmon     | Mount Lemmon Survey | —         | MPC                           |
| 428455     | 2007 TY432 | 8 out 2007  | Catalina         | CSS                 | —         | MPC                           |
| 428456     | 2007 TK443 | 7 out 2007  | Catalina         | CSS                 | —         | MPC                           |
| 428457     | 2007 TL445 | 30 mar 2004 | Kitt Peak        | Spacewatch          | —         | MPC                           |
| 428458     | 2007 TB448 | 15 out 2007 | Kitt Peak        | Spacewatch          | —         | MPC                           |
| 428459     | 2007 TJ451 | 15 out 2007 | Mount Lemmon     | Mount Lemmon Survey | —         | MPC                           |
| 428460     | 2007 TZ451 | 13 out 2007 | Catalina         | CSS                 | —         | MPC                           |
| 428461     | 2007 US1   | 11 out 2007 | Catalina         | CSS                 | —         | MPC                           |
| 428462     | 2007 UA26  | 16 out 2007 | Kitt Peak        | Spacewatch          | —         | MPC                           |
| 428463     | 2007 UA42  | 16 out 2007 | Mount Lemmon     | Mount Lemmon Survey | Brangane  | MPC                           |
| 428464     | 2007 UE46  | 25 set 2007 | Mount Lemmon     | Mount Lemmon Survey | Ursula    | MPC                           |
| 428465     | 2007 UB67  | 30 out 2007 | Kitt Peak        | Spacewatch          | —         | MPC                           |
| 428466     | 2007 UY75  | 11 out 2007 | Kitt Peak        | Spacewatch          | —         | MPC                           |
| 428467     | 2007 UA76  | 15 out 2007 | Kitt Peak        | Spacewatch          | —         | MPC                           |
| 428468     | 2007 UU86  | 30 out 2007 | Kitt Peak        | Spacewatch          | —         | MPC                           |
| 428469     | 2007 UQ91  | 30 out 2007 | Mount Lemmon     | Mount Lemmon Survey | —         | MPC                           |
| 428470     | 2007 UG96  | 30 out 2007 | Kitt Peak        | Spacewatch          | —         | MPC                           |
| 428471     | 2007 UN108 | 30 out 2007 | Kitt Peak        | Spacewatch          | —         | MPC                           |
| 428472     | 2007 UT120 | 25 set 2007 | Mount Lemmon     | Mount Lemmon Survey | —         | MPC                           |
| 428473     | 2007 VM24  | 2 nov 2007  | Mount Lemmon     | Mount Lemmon Survey | —         | MPC                           |
| 428474     | 2007 VT31  | 9 out 2007  | Kitt Peak        | Spacewatch          | —         | MPC                           |
| 428475     | 2007 VC47  | 1 nov 2007  | Kitt Peak        | Spacewatch          | —         | MPC                           |
| 428476     | 2007 VZ52  | 1 nov 2007  | Kitt Peak        | Spacewatch          | Brangane  | MPC                           |
| 428477     | 2007 VO58  | 1 nov 2007  | Kitt Peak        | Spacewatch          | —         | MPC                           |
| 428478     | 2007 VZ64  | 1 nov 2007  | Kitt Peak        | Spacewatch          | —         | MPC                           |
| 428479     | 2007 VC76  | 3 nov 2007  | Kitt Peak        | Spacewatch          | Brangane  | MPC                           |
| 428480     | 2007 VE99  | 13 out 2007 | Kitt Peak        | Spacewatch          | —         | MPC                           |
| 428481     | 2007 VK100 | 2 nov 2007  | Kitt Peak        | Spacewatch          | —         | MPC                           |
| 428482     | 2007 VR100 | 2 nov 2007  | Kitt Peak        | Spacewatch          | —         | MPC                           |
| 428483     | 2007 VX121 | 9 out 2007  | Kitt Peak        | Spacewatch          | —         | MPC                           |
| 428484     | 2007 VS125 | 7 nov 2007  | Bisei SG Center  | BATTeRS             | —         | MPC                           |
| 428485     | 2007 VO133 | 2 nov 2007  | Catalina         | CSS                 | —         | MPC                           |
| 428486     | 2007 VK149 | 7 nov 2007  | Catalina         | CSS                 | —         | MPC                           |
| 428487     | 2007 VW163 | 16 out 2007 | Mount Lemmon     | Mount Lemmon Survey | —         | MPC                           |
| 428488     | 2007 VD172 | 18 set 2007 | Kitt Peak        | Spacewatch          | —         | MPC                           |
| 428489     | 2007 VC188 | 15 out 2007 | Kitt Peak        | Spacewatch          | —         | MPC                           |
| 428490     | 2007 VZ203 | 9 nov 2007  | Kitt Peak        | Spacewatch          | —         | MPC                           |
| 428491     | 2007 VG204 | 9 nov 2007  | Kitt Peak        | Spacewatch          | —         | MPC                           |
| 428492     | 2007 VP218 | 9 nov 2007  | Kitt Peak        | Spacewatch          | —         | MPC                           |
| 428493     | 2007 VA241 | 11 nov 2007 | Catalina         | CSS                 | —         | MPC                           |
| 428494     | 2007 VM272 | 11 nov 2007 | Catalina         | CSS                 | —         | MPC                           |
| 428495     | 2007 VW273 | 12 nov 2007 | Mount Lemmon     | Mount Lemmon Survey | —         | MPC                           |
| 428496     | 2007 VF319 | 3 nov 2007  | Kitt Peak        | Spacewatch          | —         | MPC                           |
| 428497     | 2007 VD325 | 1 nov 2007  | Kitt Peak        | Spacewatch          | —         | MPC                           |
| 428498     | 2007 VO330 | 3 nov 2007  | Kitt Peak        | Spacewatch          | —         | MPC                           |
| 428499     | 2007 WZ3   | 17 nov 2007 | Vicques          | M. Ory              | —         | MPC                           |
| 428500     | 2007 WZ12  | 18 nov 2007 | Mount Lemmon     | Mount Lemmon Survey | —         | MPC                           |

## 428501–428600
| Designação | Designação | Descoberta  | Descoberta   | Descobridor(es)     | Categoria | Mais informações / Referência |
| Permanente | Provisória | Data        | Local        | Descobridor(es)     | Categoria | Mais informações / Referência |
| ---------- | ---------- | ----------- | ------------ | ------------------- | --------- | ----------------------------- |
| 428501     | 2007 WP24  | 18 nov 2007 | Mount Lemmon | Mount Lemmon Survey | —         | MPC                           |
| 428502     | 2007 WN31  | 19 nov 2007 | Mount Lemmon | Mount Lemmon Survey | —         | MPC                           |
| 428503     | 2007 WQ34  | 19 out 1995 | Kitt Peak    | Spacewatch          | —         | MPC                           |
| 428504     | 2007 XS22  | 10 dez 2007 | Socorro      | LINEAR              | Flora     | MPC                           |
| 428505     | 2007 XW24  | 12 nov 2007 | Socorro      | LINEAR              | —         | MPC                           |
| 428506     | 2007 XU52  | 5 dez 2007  | Mount Lemmon | Mount Lemmon Survey | —         | MPC                           |
| 428507     | 2007 XQ56  | 3 dez 2007  | Socorro      | LINEAR              | —         | MPC                           |
| 428508     | 2007 YE15  | 16 dez 2007 | Kitt Peak    | Spacewatch          | —         | MPC                           |
| 428509     | 2007 YP18  | 4 dez 2007  | Kitt Peak    | Spacewatch          | —         | MPC                           |
| 428510     | 2007 YH21  | 16 dez 2007 | Kitt Peak    | Spacewatch          | —         | MPC                           |
| 428511     | 2007 YK21  | 16 dez 2007 | Kitt Peak    | Spacewatch          | —         | MPC                           |
| 428512     | 2007 YN41  | 30 dez 2007 | Kitt Peak    | Spacewatch          | —         | MPC                           |
| 428513     | 2007 YL51  | 6 dez 2007  | Kitt Peak    | Spacewatch          | —         | MPC                           |
| 428514     | 2007 YO62  | 30 dez 2007 | Mount Lemmon | Mount Lemmon Survey | Mitidika  | MPC                           |
| 428515     | 2007 YT63  | 31 dez 2007 | Kitt Peak    | Spacewatch          | —         | MPC                           |
| 428516     | 2007 YV64  | 11 nov 2007 | Mount Lemmon | Mount Lemmon Survey | —         | MPC                           |
| 428517     | 2007 YW69  | 31 dez 2007 | Kitt Peak    | Spacewatch          | —         | MPC                           |
| 428518     | 2008 AR7   | 10 jan 2008 | Kitt Peak    | Spacewatch          | —         | MPC                           |
| 428519     | 2008 AQ8   | 10 jan 2008 | Kitt Peak    | Spacewatch          | —         | MPC                           |
| 428520     | 2008 AS21  | 10 jan 2008 | Mount Lemmon | Mount Lemmon Survey | —         | MPC                           |
| 428521     | 2008 AA27  | 10 jan 2008 | Kitt Peak    | Spacewatch          | —         | MPC                           |
| 428522     | 2008 AQ38  | 10 jan 2008 | Mount Lemmon | Mount Lemmon Survey | —         | MPC                           |
| 428523     | 2008 AO43  | 10 jan 2008 | Kitt Peak    | Spacewatch          | —         | MPC                           |
| 428524     | 2008 AG74  | 10 jan 2008 | Kitt Peak    | Spacewatch          | —         | MPC                           |
| 428525     | 2008 AD77  | 12 jan 2008 | Kitt Peak    | Spacewatch          | —         | MPC                           |
| 428526     | 2008 AD80  | 12 jan 2008 | Kitt Peak    | Spacewatch          | —         | MPC                           |
| 428527     | 2008 AW82  | 15 jan 2008 | Mount Lemmon | Mount Lemmon Survey | Mitidika  | MPC                           |
| 428528     | 2008 AJ89  | 13 jan 2008 | Kitt Peak    | Spacewatch          | —         | MPC                           |
| 428529     | 2008 AO93  | 31 dez 2007 | Kitt Peak    | Spacewatch          | —         | MPC                           |
| 428530     | 2008 AB98  | 31 dez 2007 | Mount Lemmon | Mount Lemmon Survey | —         | MPC                           |
| 428531     | 2008 AE103 | 12 nov 2007 | Mount Lemmon | Mount Lemmon Survey | —         | MPC                           |
| 428532     | 2008 AX109 | 15 jan 2008 | Kitt Peak    | Spacewatch          | —         | MPC                           |
| 428533     | 2008 AF111 | 30 dez 2007 | Mount Lemmon | Mount Lemmon Survey | —         | MPC                           |
| 428534     | 2008 AK127 | 10 jan 2008 | Mount Lemmon | Mount Lemmon Survey | —         | MPC                           |
| 428535     | 2008 BW3   | 14 dez 2007 | Mount Lemmon | Mount Lemmon Survey | —         | MPC                           |
| 428536     | 2008 BK16  | 30 dez 2007 | Kitt Peak    | Spacewatch          | —         | MPC                           |
| 428537     | 2008 BY20  | 30 jan 2008 | Mount Lemmon | Mount Lemmon Survey | —         | MPC                           |
| 428538     | 2008 BF32  | 30 jan 2008 | Mount Lemmon | Mount Lemmon Survey | —         | MPC                           |
| 428539     | 2008 BF49  | 20 jan 2008 | Mount Lemmon | Mount Lemmon Survey | —         | MPC                           |
| 428540     | 2008 CN7   | 19 nov 2007 | Mount Lemmon | Mount Lemmon Survey | —         | MPC                           |
| 428541     | 2008 CT16  | 30 jan 2008 | Kitt Peak    | Spacewatch          | —         | MPC                           |
| 428542     | 2008 CW16  | 3 fev 2008  | Kitt Peak    | Spacewatch          | —         | MPC                           |
| 428543     | 2008 CC19  | 3 fev 2008  | Kitt Peak    | Spacewatch          | —         | MPC                           |
| 428544     | 2008 CM24  | 20 jan 2008 | Mount Lemmon | Mount Lemmon Survey | —         | MPC                           |
| 428545     | 2008 CL36  | 2 fev 2008  | Kitt Peak    | Spacewatch          | —         | MPC                           |
| 428546     | 2008 CG37  | 2 fev 2008  | Kitt Peak    | Spacewatch          | —         | MPC                           |
| 428547     | 2008 CF41  | 31 dez 2007 | Mount Lemmon | Mount Lemmon Survey | —         | MPC                           |
| 428548     | 2008 CY43  | 2 fev 2008  | Kitt Peak    | Spacewatch          | —         | MPC                           |
| 428549     | 2008 CA60  | 7 fev 2008  | Kitt Peak    | Spacewatch          | —         | MPC                           |
| 428550     | 2008 CP64  | 20 dez 2007 | Mount Lemmon | Mount Lemmon Survey | —         | MPC                           |
| 428551     | 2008 CQ64  | 8 fev 2008  | Mount Lemmon | Mount Lemmon Survey | —         | MPC                           |
| 428552     | 2008 CV66  | 8 fev 2008  | Mount Lemmon | Mount Lemmon Survey | —         | MPC                           |
| 428553     | 2008 CF73  | 16 jan 2008 | Mount Lemmon | Mount Lemmon Survey | —         | MPC                           |
| 428554     | 2008 CM73  | 6 fev 2008  | Catalina     | CSS                 | —         | MPC                           |
| 428555     | 2008 CR74  | 18 jan 2008 | Mount Lemmon | Mount Lemmon Survey | Flora     | MPC                           |
| 428556     | 2008 CE75  | 10 fev 2008 | Marly        | P. Kocher           | —         | MPC                           |
| 428557     | 2008 CS109 | 9 fev 2008  | Kitt Peak    | Spacewatch          | —         | MPC                           |
| 428558     | 2008 CJ115 | 13 jan 2008 | Kitt Peak    | Spacewatch          | —         | MPC                           |
| 428559     | 2008 CP115 | 13 jan 2008 | Kitt Peak    | Spacewatch          | —         | MPC                           |
| 428560     | 2008 CQ128 | 8 fev 2008  | Kitt Peak    | Spacewatch          | —         | MPC                           |
| 428561     | 2008 CJ132 | 30 jan 2008 | Mount Lemmon | Mount Lemmon Survey | —         | MPC                           |
| 428562     | 2008 CB143 | 8 fev 2008  | Kitt Peak    | Spacewatch          | —         | MPC                           |
| 428563     | 2008 CE145 | 9 fev 2008  | Kitt Peak    | Spacewatch          | —         | MPC                           |
| 428564     | 2008 CJ152 | 2 fev 2008  | Kitt Peak    | Spacewatch          | —         | MPC                           |
| 428565     | 2008 CT153 | 9 fev 2008  | Kitt Peak    | Spacewatch          | —         | MPC                           |
| 428566     | 2008 CP156 | 9 fev 2008  | Kitt Peak    | Spacewatch          | —         | MPC                           |
| 428567     | 2008 CP158 | 2 fev 2008  | Kitt Peak    | Spacewatch          | —         | MPC                           |
| 428568     | 2008 CQ165 | 10 fev 2008 | Socorro      | LINEAR              | —         | MPC                           |
| 428569     | 2008 CA166 | 10 fev 2008 | Mount Lemmon | Mount Lemmon Survey | —         | MPC                           |
| 428570     | 2008 CG197 | 8 fev 2008  | Kitt Peak    | Spacewatch          | —         | MPC                           |
| 428571     | 2008 DF6   | 24 fev 2008 | Kitt Peak    | Spacewatch          | —         | MPC                           |
| 428572     | 2008 DZ11  | 11 jan 2008 | Kitt Peak    | Spacewatch          | —         | MPC                           |
| 428573     | 2008 DE20  | 28 fev 2008 | Mount Lemmon | Mount Lemmon Survey | —         | MPC                           |
| 428574     | 2008 DE23  | 31 jan 2008 | Catalina     | CSS                 | —         | MPC                           |
| 428575     | 2008 DU23  | 26 fev 2008 | Mount Lemmon | Mount Lemmon Survey | —         | MPC                           |
| 428576     | 2008 DM24  | 28 fev 2008 | Mount Lemmon | Mount Lemmon Survey | —         | MPC                           |
| 428577     | 2008 DA30  | 26 fev 2008 | Mount Lemmon | Mount Lemmon Survey | —         | MPC                           |
| 428578     | 2008 DW86  | 8 fev 2008  | Kitt Peak    | Spacewatch          | —         | MPC                           |
| 428579     | 2008 DE87  | 27 fev 2008 | Mount Lemmon | Mount Lemmon Survey | —         | MPC                           |
| 428580     | 2008 DG87  | 28 fev 2008 | Mount Lemmon | Mount Lemmon Survey | —         | MPC                           |
| 428581     | 2008 DD88  | 18 fev 2008 | Mount Lemmon | Mount Lemmon Survey | —         | MPC                           |
| 428582     | 2008 EH9   | 9 mar 2008  | Catalina     | CSS                 | —         | MPC                           |
| 428583     | 2008 EE10  | 1 mar 2008  | Kitt Peak    | Spacewatch          | —         | MPC                           |
| 428584     | 2008 EP12  | 1 mar 2008  | Kitt Peak    | Spacewatch          | —         | MPC                           |
| 428585     | 2008 ED17  | 1 mar 2008  | Kitt Peak    | Spacewatch          | —         | MPC                           |
| 428586     | 2008 ET20  | 2 mar 2008  | Kitt Peak    | Spacewatch          | —         | MPC                           |
| 428587     | 2008 EA26  | 30 jan 2008 | Mount Lemmon | Mount Lemmon Survey | —         | MPC                           |
| 428588     | 2008 EZ30  | 12 fev 2008 | Mount Lemmon | Mount Lemmon Survey | —         | MPC                           |
| 428589     | 2008 EP40  | 4 mar 2008  | Kitt Peak    | Spacewatch          | —         | MPC                           |
| 428590     | 2008 EZ48  | 6 mar 2008  | Kitt Peak    | Spacewatch          | —         | MPC                           |
| 428591     | 2008 EO52  | 6 mar 2008  | Kitt Peak    | Spacewatch          | —         | MPC                           |
| 428592     | 2008 EY52  | 6 mar 2008  | Mount Lemmon | Mount Lemmon Survey | —         | MPC                           |
| 428593     | 2008 EE54  | 6 mar 2008  | Mount Lemmon | Mount Lemmon Survey | —         | MPC                           |
| 428594     | 2008 EY56  | 7 mar 2008  | Catalina     | CSS                 | —         | MPC                           |
| 428595     | 2008 EG57  | 7 mar 2008  | Catalina     | CSS                 | —         | MPC                           |
| 428596     | 2008 EN59  | 8 mar 2008  | Mount Lemmon | Mount Lemmon Survey | —         | MPC                           |
| 428597     | 2008 EX70  | 7 fev 2008  | Kitt Peak    | Spacewatch          | —         | MPC                           |
| 428598     | 2008 EF73  | 7 mar 2008  | Kitt Peak    | Spacewatch          | —         | MPC                           |
| 428599     | 2008 EE74  | 28 fev 2008 | Kitt Peak    | Spacewatch          | —         | MPC                           |
| 428600     | 2008 EK77  | 7 mar 2008  | Kitt Peak    | Spacewatch          | —         | MPC                           |

## 428601–428700
| Designação   | Designação | Descoberta  | Descoberta    | Descobridor(es)       | Categoria | Mais informações / Referência |
| Permanente   | Provisória | Data        | Local         | Descobridor(es)       | Categoria | Mais informações / Referência |
| ------------ | ---------- | ----------- | ------------- | --------------------- | --------- | ----------------------------- |
| 428601       | 2008 ET92  | 7 nov 2007  | Mount Lemmon  | Mount Lemmon Survey   | —         | MPC                           |
| 428602       | 2008 EP94  | 5 mar 2008  | Mount Lemmon  | Mount Lemmon Survey   | —         | MPC                           |
| 428603       | 2008 ED123 | 9 mar 2008  | Kitt Peak     | Spacewatch            | —         | MPC                           |
| 428604       | 2008 ED124 | 10 fev 2008 | Mount Lemmon  | Mount Lemmon Survey   | Flora     | MPC                           |
| 428605       | 2008 EX128 | 11 mar 2008 | Kitt Peak     | Spacewatch            | —         | MPC                           |
| 428606       | 2008 EV137 | 11 mar 2008 | Kitt Peak     | Spacewatch            | —         | MPC                           |
| 428607       | 2008 EN143 | 14 mar 2008 | Catalina      | CSS                   | —         | MPC                           |
| 428608       | 2008 EK148 | 10 fev 2008 | Mount Lemmon  | Mount Lemmon Survey   | —         | MPC                           |
| 428609       | 2008 EY148 | 2 mar 2008  | Kitt Peak     | Spacewatch            | —         | MPC                           |
| 428610       | 2008 EV149 | 5 mar 2008  | Kitt Peak     | Spacewatch            | —         | MPC                           |
| 428611       | 2008 EW149 | 5 mar 2008  | Kitt Peak     | Spacewatch            | —         | MPC                           |
| 428612       | 2008 ER150 | 3 mar 2008  | Kitt Peak     | Spacewatch            | —         | MPC                           |
| 428613       | 2008 EK160 | 4 mar 2008  | Kitt Peak     | Spacewatch            | —         | MPC                           |
| 428614       | 2008 EX162 | 15 mar 2008 | Kitt Peak     | Spacewatch            | —         | MPC                           |
| 428615       | 2008 FL4   | 25 mar 2008 | Kitt Peak     | Spacewatch            | —         | MPC                           |
| 428616       | 2008 FN5   | 28 mar 2008 | Grove Creek   | F. Tozzi              | —         | MPC                           |
| 428617       | 2008 FQ10  | 26 mar 2008 | Kitt Peak     | Spacewatch            | —         | MPC                           |
| 428618       | 2008 FA15  | 26 mar 2008 | Kitt Peak     | Spacewatch            | —         | MPC                           |
| 428619       | 2008 FC33  | 28 mar 2008 | Mount Lemmon  | Mount Lemmon Survey   | —         | MPC                           |
| 428620       | 2008 FD38  | 28 mar 2008 | Kitt Peak     | Spacewatch            | —         | MPC                           |
| 428621       | 2008 FL46  | 28 mar 2008 | Mount Lemmon  | Mount Lemmon Survey   | —         | MPC                           |
| 428622       | 2008 FS48  | 5 mar 2008  | Kitt Peak     | Spacewatch            | Juno      | MPC                           |
| 428623       | 2008 FC50  | 28 mar 2008 | Kitt Peak     | Spacewatch            | —         | MPC                           |
| 428624       | 2008 FA51  | 28 mar 2008 | Mount Lemmon  | Mount Lemmon Survey   | —         | MPC                           |
| 428625       | 2008 FO55  | 28 mar 2008 | Mount Lemmon  | Mount Lemmon Survey   | —         | MPC                           |
| 428626       | 2008 FH59  | 29 mar 2008 | Catalina      | CSS                   | Flora     | MPC                           |
| 428627       | 2008 FO62  | 27 mar 2008 | Kitt Peak     | Spacewatch            | —         | MPC                           |
| 428628       | 2008 FG63  | 16 nov 1995 | Kitt Peak     | Spacewatch            | —         | MPC                           |
| 428629       | 2008 FD68  | 28 mar 2008 | Kitt Peak     | Spacewatch            | —         | MPC                           |
| 428630       | 2008 FZ68  | 28 mar 2008 | Kitt Peak     | Spacewatch            | —         | MPC                           |
| 428631       | 2008 FB79  | 27 mar 2008 | Mount Lemmon  | Mount Lemmon Survey   | Mitidika  | MPC                           |
| 428632       | 2008 FH81  | 11 mar 2008 | Kitt Peak     | Spacewatch            | —         | MPC                           |
| 428633       | 2008 FQ87  | 28 mar 2008 | Mount Lemmon  | Mount Lemmon Survey   | —         | MPC                           |
| 428634       | 2008 FZ90  | 29 mar 2008 | Mount Lemmon  | Mount Lemmon Survey   | —         | MPC                           |
| 428635       | 2008 FT99  | 13 dez 2006 | Kitt Peak     | Spacewatch            | —         | MPC                           |
| 428636       | 2008 FN113 | 31 mar 2008 | Kitt Peak     | Spacewatch            | Mitidika  | MPC                           |
| 428637       | 2008 FB121 | 31 mar 2008 | Mount Lemmon  | Mount Lemmon Survey   | —         | MPC                           |
| 428638       | 2008 FU127 | 27 mar 2008 | Kitt Peak     | Spacewatch            | —         | MPC                           |
| 428639       | 2008 FN128 | 28 mar 2008 | Mount Lemmon  | Mount Lemmon Survey   | —         | MPC                           |
| 428640       | 2008 FG129 | 29 mar 2008 | Kitt Peak     | Spacewatch            | —         | MPC                           |
| 428641       | 2008 FC135 | 31 mar 2008 | Kitt Peak     | Spacewatch            | —         | MPC                           |
| 428642       | 2008 GJ3   | 13 mar 2008 | Catalina      | CSS                   | —         | MPC                           |
| 428643       | 2008 GL4   | 1 abr 2008  | Kitt Peak     | Spacewatch            | —         | MPC                           |
| 428644       | 2008 GW5   | 10 mar 2008 | Mount Lemmon  | Mount Lemmon Survey   | —         | MPC                           |
| 428645       | 2008 GD7   | 1 abr 2008  | Kitt Peak     | Spacewatch            | —         | MPC                           |
| 428646       | 2008 GR9   | 1 abr 2008  | Kitt Peak     | Spacewatch            | Mitidika  | MPC                           |
| 428647       | 2008 GH10  | 1 abr 2008  | Kitt Peak     | Spacewatch            | —         | MPC                           |
| 428648       | 2008 GJ23  | 12 mar 2008 | Kitt Peak     | Spacewatch            | —         | MPC                           |
| 428649       | 2008 GR30  | 3 abr 2008  | Mount Lemmon  | Mount Lemmon Survey   | Mitidika  | MPC                           |
| 428650       | 2008 GW35  | 3 abr 2008  | Mount Lemmon  | Mount Lemmon Survey   | —         | MPC                           |
| 428651       | 2008 GK43  | 4 abr 2008  | Mount Lemmon  | Mount Lemmon Survey   | —         | MPC                           |
| 428652       | 2008 GW46  | 4 abr 2008  | Kitt Peak     | Spacewatch            | —         | MPC                           |
| 428653       | 2008 GO50  | 5 abr 2008  | Mount Lemmon  | Mount Lemmon Survey   | —         | MPC                           |
| 428654       | 2008 GE53  | 5 abr 2008  | Mount Lemmon  | Mount Lemmon Survey   | —         | MPC                           |
| 428655       | 2008 GR55  | 5 abr 2008  | Mount Lemmon  | Mount Lemmon Survey   | —         | MPC                           |
| 428656       | 2008 GD72  | 7 abr 2008  | Mount Lemmon  | Mount Lemmon Survey   | Mitidika  | MPC                           |
| 428657       | 2008 GB78  | 7 abr 2008  | Kitt Peak     | Spacewatch            | —         | MPC                           |
| 428658       | 2008 GJ82  | 28 mar 2008 | Kitt Peak     | Spacewatch            | —         | MPC                           |
| 428659       | 2008 GM83  | 8 abr 2008  | Kitt Peak     | Spacewatch            | —         | MPC                           |
| 428660       | 2008 GP91  | 6 abr 2008  | Mount Lemmon  | Mount Lemmon Survey   | —         | MPC                           |
| 428661       | 2008 GJ92  | 6 abr 2008  | Mount Lemmon  | Mount Lemmon Survey   | —         | MPC                           |
| 428662       | 2008 GF96  | 28 mar 2008 | Kitt Peak     | Spacewatch            | —         | MPC                           |
| 428663       | 2008 GU99  | 9 abr 2008  | Kitt Peak     | Spacewatch            | —         | MPC                           |
| 428664       | 2008 GV99  | 9 abr 2008  | Kitt Peak     | Spacewatch            | —         | MPC                           |
| 428665       | 2008 GS107 | 10 mar 2008 | Mount Lemmon  | Mount Lemmon Survey   | —         | MPC                           |
| 428666       | 2008 GZ113 | 9 abr 2008  | Kitt Peak     | Spacewatch            | —         | MPC                           |
| 428667       | 2008 GN115 | 10 mar 2008 | Kitt Peak     | Spacewatch            | —         | MPC                           |
| 428668       | 2008 GA121 | 13 abr 2008 | Kitt Peak     | Spacewatch            | —         | MPC                           |
| 428669       | 2008 GA123 | 31 out 2006 | Mount Lemmon  | Mount Lemmon Survey   | Mitidika  | MPC                           |
| 428670       | 2008 GE145 | 5 abr 2008  | Catalina      | CSS                   | —         | MPC                           |
| 428671       | 2008 GM146 | 15 abr 2008 | Mount Lemmon  | Mount Lemmon Survey   | —         | MPC                           |
| 428672       | 2008 HV8   | 24 abr 2008 | Kitt Peak     | Spacewatch            | —         | MPC                           |
| 428673       | 2008 HE10  | 30 jan 2004 | Kitt Peak     | Spacewatch            | Mitidika  | MPC                           |
| 428674       | 2008 HB11  | 24 abr 2008 | Kitt Peak     | Spacewatch            | —         | MPC                           |
| 428675       | 2008 HL11  | 24 abr 2008 | Kitt Peak     | Spacewatch            | —         | MPC                           |
| 428676       | 2008 HM12  | 24 abr 2008 | Kitt Peak     | Spacewatch            | —         | MPC                           |
| 428677       | 2008 HV15  | 3 abr 2008  | Mount Lemmon  | Mount Lemmon Survey   | —         | MPC                           |
| 428678       | 2008 HV54  | 29 abr 2008 | Kitt Peak     | Spacewatch            | —         | MPC                           |
| 428679       | 2008 HQ55  | 29 abr 2008 | Kitt Peak     | Spacewatch            | —         | MPC                           |
| 428680       | 2008 HR70  | 30 abr 2008 | Socorro       | LINEAR                | Erigone   | MPC                           |
| 428681       | 2008 JA8   | 5 mai 2008  | Siding Spring | SSS                   | —         | MPC                           |
| 428682       | 2008 JV29  | 11 mai 2008 | Kitt Peak     | Spacewatch            | —         | MPC                           |
| 428683       | 2008 KQ20  | 13 mai 2008 | Mount Lemmon  | Mount Lemmon Survey   | —         | MPC                           |
| 428684       | 2008 KP33  | 5 mai 2008  | Kitt Peak     | Spacewatch            | —         | MPC                           |
| 428685       | 2008 KZ36  | 3 mai 2008  | Mount Lemmon  | Mount Lemmon Survey   | —         | MPC                           |
| 428686       | 2008 KT38  | 30 mai 2008 | Kitt Peak     | Spacewatch            | —         | MPC                           |
| 428687       | 2008 KC41  | 15 abr 2008 | Mount Lemmon  | Mount Lemmon Survey   | —         | MPC                           |
| 428688       | 2008 LR9   | 8 mai 2008  | Mount Lemmon  | Mount Lemmon Survey   | —         | MPC                           |
| 428689       | 2008 LE15  | 31 mai 2008 | Mount Lemmon  | Mount Lemmon Survey   | —         | MPC                           |
| 428690       | 2008 LH17  | 10 jun 2008 | Kitt Peak     | Spacewatch            | —         | MPC                           |
| 428691       | 2008 MD5   | 29 jun 2008 | Siding Spring | SSS                   | —         | MPC                           |
| 428692       | 2008 NN3   | 30 mai 2008 | Mount Lemmon  | Mount Lemmon Survey   | —         | MPC                           |
| 428693       | 2008 OZ4   | 28 jul 2008 | Mount Lemmon  | Mount Lemmon Survey   | —         | MPC                           |
| 428694 Saule | 2008 OS9   | 29 jul 2008 | Baldone       | K. Černis, I. Eglītis | —         | MPC                           |
| 428695       | 2008 ON18  | 28 jul 2008 | Siding Spring | SSS                   | Eos       | MPC                           |
| 428696       | 2008 PM6   | 2 ago 2008  | Eygalayes     | P. Sogorb             | —         | MPC                           |
| 428697       | 2008 PE19  | 7 ago 2008  | Kitt Peak     | Spacewatch            | Phocaea   | MPC                           |
| 428698       | 2008 QG1   | 23 ago 2008 | La Sagra      | Mallorca Obs.         | —         | MPC                           |
| 428699       | 2008 QG2   | 23 ago 2008 | Socorro       | LINEAR                | —         | MPC                           |
| 428700       | 2008 QM19  | 3 ago 2008  | Siding Spring | SSS                   | —         | MPC                           |

## 428701–428800
| Designação | Designação | Descoberta  | Descoberta    | Descobridor(es)         | Categoria | Mais informações / Referência |
| Permanente | Provisória | Data        | Local         | Descobridor(es)         | Categoria | Mais informações / Referência |
| ---------- | ---------- | ----------- | ------------- | ----------------------- | --------- | ----------------------------- |
| 428701     | 2008 QU24  | 30 ago 2008 | La Sagra      | Mallorca Obs.           | —         | MPC                           |
| 428702     | 2008 QL38  | 23 ago 2008 | Siding Spring | SSS                     | —         | MPC                           |
| 428703     | 2008 QY38  | 24 ago 2008 | Kitt Peak     | Spacewatch              | —         | MPC                           |
| 428704     | 2008 QT42  | 24 ago 2008 | Kitt Peak     | Spacewatch              | —         | MPC                           |
| 428705     | 2008 QT44  | 23 ago 2008 | Socorro       | LINEAR                  | —         | MPC                           |
| 428706     | 2008 QP45  | 31 jan 2006 | Catalina      | CSS                     | —         | MPC                           |
| 428707     | 2008 QZ45  | 26 ago 2008 | Črni Vrh      | Črni Vrh                | Phocaea   | MPC                           |
| 428708     | 2008 RR2   | 2 set 2008  | Kitt Peak     | Spacewatch              | —         | MPC                           |
| 428709     | 2008 RO21  | 4 set 2008  | Kitt Peak     | Spacewatch              | —         | MPC                           |
| 428710     | 2008 RN24  | 5 set 2008  | Socorro       | LINEAR                  | —         | MPC                           |
| 428711     | 2008 RR25  | 5 set 2008  | Needville     | J. Dellinger, C. Sexton | —         | MPC                           |
| 428712     | 2008 RB26  | 7 set 2008  | Dauban        | F. Kugel                | —         | MPC                           |
| 428713     | 2008 RT32  | 2 set 2008  | Kitt Peak     | Spacewatch              | —         | MPC                           |
| 428714     | 2008 RE34  | 2 set 2008  | Kitt Peak     | Spacewatch              | —         | MPC                           |
| 428715     | 2008 RG38  | 2 set 2008  | Kitt Peak     | Spacewatch              | —         | MPC                           |
| 428716     | 2008 RN40  | 2 set 2008  | Kitt Peak     | Spacewatch              | —         | MPC                           |
| 428717     | 2008 RO40  | 2 set 2008  | Kitt Peak     | Spacewatch              | —         | MPC                           |
| 428718     | 2008 RR41  | 2 set 2008  | Kitt Peak     | Spacewatch              | —         | MPC                           |
| 428719     | 2008 RH43  | 2 set 2008  | Kitt Peak     | Spacewatch              | —         | MPC                           |
| 428720     | 2008 RY48  | 3 set 2008  | Kitt Peak     | Spacewatch              | Vesta     | MPC                           |
| 428721     | 2008 RP53  | 11 out 2004 | Kitt Peak     | Spacewatch              | —         | MPC                           |
| 428722     | 2008 RQ57  | 3 set 2008  | Kitt Peak     | Spacewatch              | —         | MPC                           |
| 428723     | 2008 RK59  | 3 set 2008  | Kitt Peak     | Spacewatch              | Eos       | MPC                           |
| 428724     | 2008 RQ64  | 4 set 2008  | Kitt Peak     | Spacewatch              | —         | MPC                           |
| 428725     | 2008 RC68  | 4 set 2008  | Kitt Peak     | Spacewatch              | —         | MPC                           |
| 428726     | 2008 RF70  | 5 set 2008  | Kitt Peak     | Spacewatch              | —         | MPC                           |
| 428727     | 2008 RJ74  | 6 set 2008  | Catalina      | CSS                     | —         | MPC                           |
| 428728     | 2008 RB82  | 4 set 2008  | Kitt Peak     | Spacewatch              | —         | MPC                           |
| 428729     | 2008 RG85  | 4 set 2008  | Kitt Peak     | Spacewatch              | —         | MPC                           |
| 428730     | 2008 RF87  | 5 set 2008  | Kitt Peak     | Spacewatch              | —         | MPC                           |
| 428731     | 2008 RN87  | 5 set 2008  | Kitt Peak     | Spacewatch              | —         | MPC                           |
| 428732     | 2008 RG99  | 2 set 2008  | Kitt Peak     | Spacewatch              | Vesta     | MPC                           |
| 428733     | 2008 RV104 | 6 set 2008  | Catalina      | CSS                     | —         | MPC                           |
| 428734     | 2008 RW105 | 6 set 2008  | Mount Lemmon  | Mount Lemmon Survey     | —         | MPC                           |
| 428735     | 2008 RX107 | 9 set 2008  | Catalina      | CSS                     | —         | MPC                           |
| 428736     | 2008 RS109 | 2 set 2008  | Kitt Peak     | Spacewatch              | —         | MPC                           |
| 428737     | 2008 RY110 | 3 set 2008  | Kitt Peak     | Spacewatch              | —         | MPC                           |
| 428738     | 2008 RG112 | 4 set 2008  | Kitt Peak     | Spacewatch              | —         | MPC                           |
| 428739     | 2008 RH126 | 2 set 2008  | Kitt Peak     | Spacewatch              | —         | MPC                           |
| 428740     | 2008 RT129 | 7 set 2008  | Mount Lemmon  | Mount Lemmon Survey     | —         | MPC                           |
| 428741     | 2008 RO131 | 3 set 2008  | Kitt Peak     | Spacewatch              | —         | MPC                           |
| 428742     | 2008 RC138 | 5 set 2008  | Kitt Peak     | Spacewatch              | —         | MPC                           |
| 428743     | 2008 RR145 | 6 set 2008  | Kitt Peak     | Spacewatch              | —         | MPC                           |
| 428744     | 2008 SL1   | 22 set 2008 | Sierra Stars  | F. Tozzi                | —         | MPC                           |
| 428745     | 2008 SL3   | 22 set 2008 | Socorro       | LINEAR                  | —         | MPC                           |
| 428746     | 2008 SQ4   | 22 set 2008 | Socorro       | LINEAR                  | —         | MPC                           |
| 428747     | 2008 SW5   | 22 set 2008 | Socorro       | LINEAR                  | —         | MPC                           |
| 428748     | 2008 SX15  | 19 set 2008 | Kitt Peak     | Spacewatch              | —         | MPC                           |
| 428749     | 2008 SD19  | 19 set 2008 | Kitt Peak     | Spacewatch              | —         | MPC                           |
| 428750     | 2008 SR23  | 6 set 2008  | Mount Lemmon  | Mount Lemmon Survey     | —         | MPC                           |
| 428751     | 2008 SH42  | 20 set 2008 | Kitt Peak     | Spacewatch              | —         | MPC                           |
| 428752     | 2008 SG46  | 20 set 2008 | Kitt Peak     | Spacewatch              | —         | MPC                           |
| 428753     | 2008 SO58  | 20 set 2008 | Kitt Peak     | Spacewatch              | —         | MPC                           |
| 428754     | 2008 SX58  | 20 set 2008 | Kitt Peak     | Spacewatch              | —         | MPC                           |
| 428755     | 2008 SH72  | 22 set 2008 | Kitt Peak     | Spacewatch              | —         | MPC                           |
| 428756     | 2008 SF73  | 22 set 2008 | Catalina      | CSS                     | Meliboea  | MPC                           |
| 428757     | 2008 SC92  | 21 set 2008 | Kitt Peak     | Spacewatch              | —         | MPC                           |
| 428758     | 2008 SP96  | 21 set 2008 | Kitt Peak     | Spacewatch              | —         | MPC                           |
| 428759     | 2008 SY101 | 21 set 2008 | Mount Lemmon  | Mount Lemmon Survey     | Brangane  | MPC                           |
| 428760     | 2008 SN108 | 7 set 2008  | Mount Lemmon  | Mount Lemmon Survey     | —         | MPC                           |
| 428761     | 2008 SN121 | 22 set 2008 | Mount Lemmon  | Mount Lemmon Survey     | Ursula    | MPC                           |
| 428762     | 2008 SW121 | 22 set 2008 | Mount Lemmon  | Mount Lemmon Survey     | —         | MPC                           |
| 428763     | 2008 SA134 | 29 jul 2008 | Kitt Peak     | Spacewatch              | —         | MPC                           |
| 428764     | 2008 SQ146 | 23 set 2008 | Kitt Peak     | Spacewatch              | —         | MPC                           |
| 428765     | 2008 SY152 | 22 set 2008 | Socorro       | LINEAR                  | —         | MPC                           |
| 428766     | 2008 SE155 | 23 set 2008 | Socorro       | LINEAR                  | —         | MPC                           |
| 428767     | 2008 SO167 | 26 set 2008 | Kitt Peak     | Spacewatch              | —         | MPC                           |
| 428768     | 2008 SP167 | 28 set 2008 | Socorro       | LINEAR                  | —         | MPC                           |
| 428769     | 2008 ST173 | 22 set 2008 | Catalina      | CSS                     | Phocaea   | MPC                           |
| 428770     | 2008 SQ181 | 24 set 2008 | Kitt Peak     | Spacewatch              | —         | MPC                           |
| 428771     | 2008 SE194 | 25 set 2008 | Kitt Peak     | Spacewatch              | —         | MPC                           |
| 428772     | 2008 SE195 | 25 set 2008 | Kitt Peak     | Spacewatch              | Eos       | MPC                           |
| 428773     | 2008 SF200 | 26 set 2008 | Kitt Peak     | Spacewatch              | —         | MPC                           |
| 428774     | 2008 SF204 | 26 set 2008 | Kitt Peak     | Spacewatch              | —         | MPC                           |
| 428775     | 2008 SW206 | 26 set 2008 | Kitt Peak     | Spacewatch              | —         | MPC                           |
| 428776     | 2008 ST217 | 29 set 2008 | Mount Lemmon  | Mount Lemmon Survey     | Brangane  | MPC                           |
| 428777     | 2008 SW217 | 23 set 2008 | Kitt Peak     | Spacewatch              | —         | MPC                           |
| 428778     | 2008 SB220 | 2 set 2008  | Kitt Peak     | Spacewatch              | —         | MPC                           |
| 428779     | 2008 SP226 | 27 set 2008 | Mount Lemmon  | Mount Lemmon Survey     | —         | MPC                           |
| 428780     | 2008 SA232 | 28 set 2008 | Mount Lemmon  | Mount Lemmon Survey     | —         | MPC                           |
| 428781     | 2008 SO241 | 29 set 2008 | Catalina      | CSS                     | —         | MPC                           |
| 428782     | 2008 SN256 | 20 set 2008 | Mount Lemmon  | Mount Lemmon Survey     | —         | MPC                           |
| 428783     | 2008 SN258 | 22 set 2008 | Mount Lemmon  | Mount Lemmon Survey     | —         | MPC                           |
| 428784     | 2008 SC275 | 22 set 2008 | Kitt Peak     | Spacewatch              | —         | MPC                           |
| 428785     | 2008 SX275 | 23 set 2008 | Mount Lemmon  | Mount Lemmon Survey     | —         | MPC                           |
| 428786     | 2008 SV278 | 25 set 2008 | Kitt Peak     | Spacewatch              | —         | MPC                           |
| 428787     | 2008 SC280 | 26 set 2008 | Kitt Peak     | Spacewatch              | —         | MPC                           |
| 428788     | 2008 SU280 | 29 set 2008 | Mount Lemmon  | Mount Lemmon Survey     | —         | MPC                           |
| 428789     | 2008 SE286 | 22 set 2008 | Kitt Peak     | Spacewatch              | —         | MPC                           |
| 428790     | 2008 SN286 | 22 set 2008 | Kitt Peak     | Spacewatch              | —         | MPC                           |
| 428791     | 2008 SS287 | 23 set 2008 | Mount Lemmon  | Mount Lemmon Survey     | —         | MPC                           |
| 428792     | 2008 SG292 | 25 jan 2007 | Catalina      | CSS                     | —         | MPC                           |
| 428793     | 2008 SB293 | 22 set 2008 | Socorro       | LINEAR                  | —         | MPC                           |
| 428794     | 2008 SD293 | 22 set 2008 | Catalina      | CSS                     | —         | MPC                           |
| 428795     | 2008 SK293 | 9 set 2008  | Kitt Peak     | Spacewatch              | Phocaea   | MPC                           |
| 428796     | 2008 SE295 | 23 set 2008 | Catalina      | CSS                     | —         | MPC                           |
| 428797     | 2008 SB296 | 28 set 2008 | Catalina      | CSS                     | —         | MPC                           |
| 428798     | 2008 SH303 | 24 set 2008 | Kitt Peak     | Spacewatch              | —         | MPC                           |
| 428799     | 2008 ST305 | 28 set 2008 | Socorro       | LINEAR                  | —         | MPC                           |
| 428800     | 2008 TM2   | 4 out 2008  | La Sagra      | Mallorca Obs.           | —         | MPC                           |

## 428801–428900
| Designação | Designação | Descoberta  | Descoberta     | Descobridor(es)     | Categoria | Mais informações / Referência |
| Permanente | Provisória | Data        | Local          | Descobridor(es)     | Categoria | Mais informações / Referência |
| ---------- | ---------- | ----------- | -------------- | ------------------- | --------- | ----------------------------- |
| 428801     | 2008 TN5   | 6 set 2008  | Mount Lemmon   | Mount Lemmon Survey | —         | MPC                           |
| 428802     | 2008 TB9   | 7 set 2008  | Mount Lemmon   | Mount Lemmon Survey | —         | MPC                           |
| 428803     | 2008 TH9   | 7 out 2008  | Kachina        | J. Hobart           | —         | MPC                           |
| 428804     | 2008 TV9   | 7 out 2008  | Great Shefford | P. Birtwhistle      | —         | MPC                           |
| 428805     | 2008 TC23  | 2 out 2008  | Mount Lemmon   | Mount Lemmon Survey | —         | MPC                           |
| 428806     | 2008 TC26  | 9 out 2008  | Great Shefford | P. Birtwhistle      | —         | MPC                           |
| 428807     | 2008 TH33  | 22 set 2008 | Kitt Peak      | Spacewatch          | —         | MPC                           |
| 428808     | 2008 TA36  | 21 set 2008 | Kitt Peak      | Spacewatch          | —         | MPC                           |
| 428809     | 2008 TF36  | 1 out 2008  | Mount Lemmon   | Mount Lemmon Survey | —         | MPC                           |
| 428810     | 2008 TK36  | 1 out 2008  | Mount Lemmon   | Mount Lemmon Survey | —         | MPC                           |
| 428811     | 2008 TE37  | 4 set 2008  | Kitt Peak      | Spacewatch          | —         | MPC                           |
| 428812     | 2008 TJ50  | 20 set 2008 | Mount Lemmon   | Mount Lemmon Survey | —         | MPC                           |
| 428813     | 2008 TG57  | 24 set 2008 | Kitt Peak      | Spacewatch          | —         | MPC                           |
| 428814     | 2008 TR62  | 26 set 2008 | Kitt Peak      | Spacewatch          | —         | MPC                           |
| 428815     | 2008 TP65  | 2 out 2008  | Catalina       | CSS                 | —         | MPC                           |
| 428816     | 2008 TX68  | 2 out 2008  | Kitt Peak      | Spacewatch          | —         | MPC                           |
| 428817     | 2008 TG73  | 2 out 2008  | Kitt Peak      | Spacewatch          | —         | MPC                           |
| 428818     | 2008 TT78  | 2 set 2008  | Kitt Peak      | Spacewatch          | Themis    | MPC                           |
| 428819     | 2008 TV80  | 2 out 2008  | Mount Lemmon   | Mount Lemmon Survey | —         | MPC                           |
| 428820     | 2008 TD91  | 3 out 2008  | La Sagra       | Mallorca Obs.       | —         | MPC                           |
| 428821     | 2008 TM105 | 6 out 2008  | Kitt Peak      | Spacewatch          | —         | MPC                           |
| 428822     | 2008 TA106 | 23 set 2008 | Mount Lemmon   | Mount Lemmon Survey | —         | MPC                           |
| 428823     | 2008 TE109 | 6 out 2008  | Mount Lemmon   | Mount Lemmon Survey | —         | MPC                           |
| 428824     | 2008 TH109 | 6 out 2008  | Mount Lemmon   | Mount Lemmon Survey | —         | MPC                           |
| 428825     | 2008 TK112 | 6 out 2008  | Catalina       | CSS                 | —         | MPC                           |
| 428826     | 2008 TV116 | 23 set 2008 | Catalina       | CSS                 | —         | MPC                           |
| 428827     | 2008 TZ117 | 6 out 2008  | Kitt Peak      | Spacewatch          | Iannini   | MPC                           |
| 428828     | 2008 TF123 | 23 set 2008 | Kitt Peak      | Spacewatch          | —         | MPC                           |
| 428829     | 2008 TV127 | 8 out 2008  | Mount Lemmon   | Mount Lemmon Survey | —         | MPC                           |
| 428830     | 2008 TP141 | 9 out 2008  | Mount Lemmon   | Mount Lemmon Survey | Themis    | MPC                           |
| 428831     | 2008 TC143 | 24 fev 2006 | Kitt Peak      | Spacewatch          | —         | MPC                           |
| 428832     | 2008 TN146 | 3 set 2008  | Kitt Peak      | Spacewatch          | —         | MPC                           |
| 428833     | 2008 TN163 | 1 out 2008  | Kitt Peak      | Spacewatch          | —         | MPC                           |
| 428834     | 2008 TF175 | 8 out 2008  | Mount Lemmon   | Mount Lemmon Survey | —         | MPC                           |
| 428835     | 2008 TX176 | 10 out 2008 | Mount Lemmon   | Mount Lemmon Survey | —         | MPC                           |
| 428836     | 2008 TZ182 | 2 out 2008  | Kitt Peak      | Spacewatch          | —         | MPC                           |
| 428837     | 2008 TC186 | 7 out 2008  | Mount Lemmon   | Mount Lemmon Survey | —         | MPC                           |
| 428838     | 2008 UC2   | 22 set 2008 | Catalina       | CSS                 | —         | MPC                           |
| 428839     | 2008 UK5   | 25 out 2008 | Socorro        | LINEAR              | —         | MPC                           |
| 428840     | 2008 UD10  | 20 fev 2006 | Kitt Peak      | Spacewatch          | —         | MPC                           |
| 428841     | 2008 UG11  | 24 set 2008 | Kitt Peak      | Spacewatch          | —         | MPC                           |
| 428842     | 2008 UU31  | 24 set 2008 | Mount Lemmon   | Mount Lemmon Survey | —         | MPC                           |
| 428843     | 2008 UZ35  | 29 set 2003 | Kitt Peak      | Spacewatch          | —         | MPC                           |
| 428844     | 2008 UC44  | 20 out 2008 | Mount Lemmon   | Mount Lemmon Survey | —         | MPC                           |
| 428845     | 2008 UH51  | 6 out 2008  | Kitt Peak      | Spacewatch          | —         | MPC                           |
| 428846     | 2008 UJ51  | 20 out 2008 | Kitt Peak      | Spacewatch          | Brangane  | MPC                           |
| 428847     | 2008 UO56  | 1 out 2008  | Kitt Peak      | Spacewatch          | —         | MPC                           |
| 428848     | 2008 US58  | 9 set 2008  | Mount Lemmon   | Mount Lemmon Survey | —         | MPC                           |
| 428849     | 2008 UG62  | 21 out 2008 | Kitt Peak      | Spacewatch          | —         | MPC                           |
| 428850     | 2008 UT65  | 21 out 2008 | Kitt Peak      | Spacewatch          | Brangane  | MPC                           |
| 428851     | 2008 UT75  | 21 out 2008 | Kitt Peak      | Spacewatch          | —         | MPC                           |
| 428852     | 2008 US84  | 23 out 2008 | Kitt Peak      | Spacewatch          | —         | MPC                           |
| 428853     | 2008 UD88  | 24 out 2008 | Catalina       | CSS                 | —         | MPC                           |
| 428854     | 2008 UC103 | 23 set 2008 | Kitt Peak      | Spacewatch          | —         | MPC                           |
| 428855     | 2008 UG106 | 4 set 2008  | Kitt Peak      | Spacewatch          | —         | MPC                           |
| 428856     | 2008 UJ109 | 3 out 2008  | Mount Lemmon   | Mount Lemmon Survey | —         | MPC                           |
| 428857     | 2008 UC114 | 22 out 2008 | Kitt Peak      | Spacewatch          | —         | MPC                           |
| 428858     | 2008 UG117 | 22 out 2008 | Kitt Peak      | Spacewatch          | —         | MPC                           |
| 428859     | 2008 UA121 | 22 out 2008 | Kitt Peak      | Spacewatch          | —         | MPC                           |
| 428860     | 2008 UT121 | 22 out 2008 | Kitt Peak      | Spacewatch          | —         | MPC                           |
| 428861     | 2008 UN124 | 22 out 2008 | Kitt Peak      | Spacewatch          | —         | MPC                           |
| 428862     | 2008 UK125 | 22 out 2008 | Kitt Peak      | Spacewatch          | —         | MPC                           |
| 428863     | 2008 UW126 | 22 out 2008 | Mount Lemmon   | Mount Lemmon Survey | —         | MPC                           |
| 428864     | 2008 UQ130 | 23 out 2008 | Kitt Peak      | Spacewatch          | —         | MPC                           |
| 428865     | 2008 UF133 | 23 out 2008 | Kitt Peak      | Spacewatch          | —         | MPC                           |
| 428866     | 2008 UB143 | 23 out 2008 | Kitt Peak      | Spacewatch          | Brangane  | MPC                           |
| 428867     | 2008 UE163 | 10 out 2008 | Mount Lemmon   | Mount Lemmon Survey | —         | MPC                           |
| 428868     | 2008 UE165 | 24 out 2008 | Kitt Peak      | Spacewatch          | —         | MPC                           |
| 428869     | 2008 UT167 | 24 out 2008 | Kitt Peak      | Spacewatch          | —         | MPC                           |
| 428870     | 2008 UA183 | 24 out 2008 | Mount Lemmon   | Mount Lemmon Survey | —         | MPC                           |
| 428871     | 2008 UO188 | 24 out 2008 | Kitt Peak      | Spacewatch          | —         | MPC                           |
| 428872     | 2008 UF193 | 25 out 2008 | Mount Lemmon   | Mount Lemmon Survey | Phocaea   | MPC                           |
| 428873     | 2008 UJ197 | 6 out 2008  | Mount Lemmon   | Mount Lemmon Survey | —         | MPC                           |
| 428874     | 2008 UG220 | 25 out 2008 | Kitt Peak      | Spacewatch          | —         | MPC                           |
| 428875     | 2008 UB229 | 24 set 2008 | Mount Lemmon   | Mount Lemmon Survey | —         | MPC                           |
| 428876     | 2008 UL247 | 9 mar 2005  | Mount Lemmon   | Mount Lemmon Survey | —         | MPC                           |
| 428877     | 2008 UY265 | 28 out 2008 | Kitt Peak      | Spacewatch          | —         | MPC                           |
| 428878     | 2008 UO287 | 28 out 2008 | Mount Lemmon   | Mount Lemmon Survey | —         | MPC                           |
| 428879     | 2008 UL290 | 28 out 2008 | Kitt Peak      | Spacewatch          | —         | MPC                           |
| 428880     | 2008 UB299 | 29 out 2008 | Kitt Peak      | Spacewatch          | —         | MPC                           |
| 428881     | 2008 UQ300 | 29 set 2008 | Socorro        | LINEAR              | —         | MPC                           |
| 428882     | 2008 UP304 | 7 abr 2006  | Kitt Peak      | Spacewatch          | —         | MPC                           |
| 428883     | 2008 UL306 | 30 out 2008 | Kitt Peak      | Spacewatch          | —         | MPC                           |
| 428884     | 2008 UO306 | 30 out 2008 | Catalina       | CSS                 | Phocaea   | MPC                           |
| 428885     | 2008 UR306 | 24 set 2008 | Mount Lemmon   | Mount Lemmon Survey | —         | MPC                           |
| 428886     | 2008 UJ315 | 24 set 2008 | Kitt Peak      | Spacewatch          | —         | MPC                           |
| 428887     | 2008 UG328 | 24 set 2008 | Mount Lemmon   | Mount Lemmon Survey | —         | MPC                           |
| 428888     | 2008 UW334 | 20 out 2008 | Kitt Peak      | Spacewatch          | —         | MPC                           |
| 428889     | 2008 UW335 | 20 out 2008 | Kitt Peak      | Spacewatch          | —         | MPC                           |
| 428890     | 2008 UD337 | 20 out 2008 | Kitt Peak      | Spacewatch          | —         | MPC                           |
| 428891     | 2008 UK339 | 23 out 2008 | Kitt Peak      | Spacewatch          | —         | MPC                           |
| 428892     | 2008 UE341 | 25 out 2008 | Kitt Peak      | Spacewatch          | —         | MPC                           |
| 428893     | 2008 UN342 | 28 out 2008 | Mount Lemmon   | Mount Lemmon Survey | —         | MPC                           |
| 428894     | 2008 UK348 | 24 out 2008 | Catalina       | CSS                 | —         | MPC                           |
| 428895     | 2008 UH350 | 21 out 2008 | Kitt Peak      | Spacewatch          | —         | MPC                           |
| 428896     | 2008 UK352 | 24 out 2008 | Mount Lemmon   | Mount Lemmon Survey | Brangane  | MPC                           |
| 428897     | 2008 UY353 | 21 out 2008 | Kitt Peak      | Spacewatch          | —         | MPC                           |
| 428898     | 2008 UF357 | 24 out 2008 | Kitt Peak      | Spacewatch          | —         | MPC                           |
| 428899     | 2008 UJ357 | 24 out 2008 | Kitt Peak      | Spacewatch          | —         | MPC                           |
| 428900     | 2008 UP359 | 28 out 2008 | Kitt Peak      | Spacewatch          | —         | MPC                           |

## 428901–429000
| Designação | Designação | Descoberta  | Descoberta   | Descobridor(es)         | Categoria | Mais informações / Referência |
| Permanente | Provisória | Data        | Local        | Descobridor(es)         | Categoria | Mais informações / Referência |
| ---------- | ---------- | ----------- | ------------ | ----------------------- | --------- | ----------------------------- |
| 428901     | 2008 UA363 | 7 out 2008  | Catalina     | CSS                     | —         | MPC                           |
| 428902     | 2008 UA369 | 26 out 2008 | Mount Lemmon | Mount Lemmon Survey     | Ursula    | MPC                           |
| 428903     | 2008 VZ    | 1 nov 2008  | Needville    | J. Dellinger, C. Sexton | —         | MPC                           |
| 428904     | 2008 VG11  | 23 mar 2006 | Kitt Peak    | Spacewatch              | —         | MPC                           |
| 428905     | 2008 VS22  | 1 nov 2008  | Mount Lemmon | Mount Lemmon Survey     | —         | MPC                           |
| 428906     | 2008 VL24  | 1 nov 2008  | Kitt Peak    | Spacewatch              | —         | MPC                           |
| 428907     | 2008 VV26  | 2 nov 2008  | Kitt Peak    | Spacewatch              | —         | MPC                           |
| 428908     | 2008 VN34  | 2 nov 2008  | Mount Lemmon | Mount Lemmon Survey     | —         | MPC                           |
| 428909     | 2008 VX39  | 2 nov 2008  | Kitt Peak    | Spacewatch              | Brangane  | MPC                           |
| 428910     | 2008 VE43  | 11 mar 2005 | Mount Lemmon | Mount Lemmon Survey     | —         | MPC                           |
| 428911     | 2008 VH59  | 7 nov 2008  | Catalina     | CSS                     | —         | MPC                           |
| 428912     | 2008 VL62  | 22 set 2008 | Mount Lemmon | Mount Lemmon Survey     | —         | MPC                           |
| 428913     | 2008 VY62  | 8 nov 2008  | Kitt Peak    | Spacewatch              | —         | MPC                           |
| 428914     | 2008 VT67  | 8 nov 2008  | Kitt Peak    | Spacewatch              | Brangane  | MPC                           |
| 428915     | 2008 VX69  | 23 out 2008 | Mount Lemmon | Mount Lemmon Survey     | —         | MPC                           |
| 428916     | 2008 VA70  | 6 nov 2008  | Mount Lemmon | Mount Lemmon Survey     | —         | MPC                           |
| 428917     | 2008 VK70  | 7 nov 2008  | Mount Lemmon | Mount Lemmon Survey     | —         | MPC                           |
| 428918     | 2008 VQ74  | 9 nov 2008  | Kitt Peak    | Spacewatch              | —         | MPC                           |
| 428919     | 2008 WE10  | 23 out 2008 | Kitt Peak    | Spacewatch              | —         | MPC                           |
| 428920     | 2008 WX11  | 18 nov 2008 | Catalina     | CSS                     | —         | MPC                           |
| 428921     | 2008 WN17  | 6 set 2008  | Mount Lemmon | Mount Lemmon Survey     | —         | MPC                           |
| 428922     | 2008 WC43  | 17 nov 2008 | Kitt Peak    | Spacewatch              | —         | MPC                           |
| 428923     | 2008 WY52  | 24 out 2008 | Kitt Peak    | Spacewatch              | —         | MPC                           |
| 428924     | 2008 WV54  | 19 nov 2008 | Mount Lemmon | Mount Lemmon Survey     | —         | MPC                           |
| 428925     | 2008 WA61  | 27 set 2008 | Mount Lemmon | Mount Lemmon Survey     | —         | MPC                           |
| 428926     | 2008 WE67  | 28 out 2008 | Kitt Peak    | Spacewatch              | —         | MPC                           |
| 428927     | 2008 WJ89  | 21 nov 2008 | Mount Lemmon | Mount Lemmon Survey     | Brangane  | MPC                           |
| 428928     | 2008 WO89  | 21 nov 2008 | Kitt Peak    | Spacewatch              | —         | MPC                           |
| 428929     | 2008 WJ104 | 30 nov 2008 | Mount Lemmon | Mount Lemmon Survey     | —         | MPC                           |
| 428930     | 2008 WO110 | 26 out 2008 | Kitt Peak    | Spacewatch              | —         | MPC                           |
| 428931     | 2008 WB112 | 30 nov 2008 | Kitt Peak    | Spacewatch              | —         | MPC                           |
| 428932     | 2008 WE116 | 18 nov 2008 | Kitt Peak    | Spacewatch              | —         | MPC                           |
| 428933     | 2008 WG118 | 29 out 2008 | Kitt Peak    | Spacewatch              | —         | MPC                           |
| 428934     | 2008 WU119 | 21 nov 2008 | Kitt Peak    | Spacewatch              | —         | MPC                           |
| 428935     | 2008 WP125 | 24 nov 2008 | Mount Lemmon | Mount Lemmon Survey     | —         | MPC                           |
| 428936     | 2008 WS128 | 14 set 2007 | Mount Lemmon | Mount Lemmon Survey     | —         | MPC                           |
| 428937     | 2008 WF129 | 19 nov 2008 | Kitt Peak    | Spacewatch              | —         | MPC                           |
| 428938     | 2008 WJ130 | 21 nov 2008 | Kitt Peak    | Spacewatch              | —         | MPC                           |
| 428939     | 2008 WX133 | 3 out 2008  | Mount Lemmon | Mount Lemmon Survey     | —         | MPC                           |
| 428940     | 2008 XA    | 1 dez 2008  | Mount Lemmon | Mount Lemmon Survey     | Vesta     | MPC                           |
| 428941     | 2008 XU14  | 1 dez 2008  | Kitt Peak    | Spacewatch              | —         | MPC                           |
| 428942     | 2008 XX21  | 1 dez 2008  | Kitt Peak    | Spacewatch              | —         | MPC                           |
| 428943     | 2008 XY21  | 1 dez 2008  | Kitt Peak    | Spacewatch              | —         | MPC                           |
| 428944     | 2008 XY33  | 29 out 2008 | Kitt Peak    | Spacewatch              | —         | MPC                           |
| 428945     | 2008 XV35  | 19 nov 2008 | Kitt Peak    | Spacewatch              | —         | MPC                           |
| 428946     | 2008 XG48  | 4 dez 2008  | Mount Lemmon | Mount Lemmon Survey     | —         | MPC                           |
| 428947     | 2008 XT49  | 4 dez 2008  | Mount Lemmon | Mount Lemmon Survey     | —         | MPC                           |
| 428948     | 2008 XS51  | 2 dez 2008  | Kitt Peak    | Spacewatch              | —         | MPC                           |
| 428949     | 2008 YV8   | 23 dez 2008 | Piszkéstető  | K. Sárneczky            | —         | MPC                           |
| 428950     | 2008 YG11  | 20 dez 2008 | Mount Lemmon | Mount Lemmon Survey     | Brangane  | MPC                           |
| 428951     | 2008 YJ22  | 21 dez 2008 | Mount Lemmon | Mount Lemmon Survey     | —         | MPC                           |
| 428952     | 2008 YR26  | 31 out 2008 | Mount Lemmon | Mount Lemmon Survey     | —         | MPC                           |
| 428953     | 2008 YL40  | 29 dez 2008 | Mount Lemmon | Mount Lemmon Survey     | —         | MPC                           |
| 428954     | 2008 YG42  | 18 nov 2008 | Kitt Peak    | Spacewatch              | Brangane  | MPC                           |
| 428955     | 2008 YB49  | 29 dez 2008 | Mount Lemmon | Mount Lemmon Survey     | —         | MPC                           |
| 428956     | 2008 YN58  | 22 dez 2008 | Kitt Peak    | Spacewatch              | —         | MPC                           |
| 428957     | 2008 YE70  | 15 set 2006 | Kitt Peak    | Spacewatch              | Brangane  | MPC                           |
| 428958     | 2008 YM91  | 29 dez 2008 | Kitt Peak    | Spacewatch              | —         | MPC                           |
| 428959     | 2008 YL98  | 29 dez 2008 | Kitt Peak    | Spacewatch              | —         | MPC                           |
| 428960     | 2008 YK100 | 21 dez 2008 | Kitt Peak    | Spacewatch              | —         | MPC                           |
| 428961     | 2008 YN105 | 29 dez 2008 | Kitt Peak    | Spacewatch              | —         | MPC                           |
| 428962     | 2008 YD109 | 29 dez 2008 | Kitt Peak    | Spacewatch              | —         | MPC                           |
| 428963     | 2008 YP121 | 30 dez 2008 | Mount Lemmon | Mount Lemmon Survey     | —         | MPC                           |
| 428964     | 2008 YA122 | 30 dez 2008 | Kitt Peak    | Spacewatch              | —         | MPC                           |
| 428965     | 2008 YL132 | 21 dez 2008 | Kitt Peak    | Spacewatch              | —         | MPC                           |
| 428966     | 2008 YD133 | 24 out 2008 | Mount Lemmon | Mount Lemmon Survey     | —         | MPC                           |
| 428967     | 2008 YM139 | 7 dez 2008  | Mount Lemmon | Mount Lemmon Survey     | —         | MPC                           |
| 428968     | 2008 YF140 | 30 dez 2008 | Mount Lemmon | Mount Lemmon Survey     | —         | MPC                           |
| 428969     | 2008 YZ140 | 30 dez 2008 | Mount Lemmon | Mount Lemmon Survey     | —         | MPC                           |
| 428970     | 2008 YD147 | 31 dez 2008 | Kitt Peak    | Spacewatch              | —         | MPC                           |
| 428971     | 2008 YS150 | 22 dez 2008 | Kitt Peak    | Spacewatch              | —         | MPC                           |
| 428972     | 2008 YT152 | 30 dez 2008 | Mount Lemmon | Mount Lemmon Survey     | —         | MPC                           |
| 428973     | 2008 YG155 | 22 dez 2008 | Kitt Peak    | Spacewatch              | —         | MPC                           |
| 428974     | 2008 YT157 | 29 dez 2008 | Mount Lemmon | Mount Lemmon Survey     | —         | MPC                           |
| 428975     | 2008 YV157 | 10 ago 2007 | Kitt Peak    | Spacewatch              | Eos       | MPC                           |
| 428976     | 2008 YW158 | 30 dez 2008 | Kitt Peak    | Spacewatch              | —         | MPC                           |
| 428977     | 2008 YM160 | 30 dez 2008 | Mount Lemmon | Mount Lemmon Survey     | —         | MPC                           |
| 428978     | 2008 YP160 | 30 dez 2008 | Mount Lemmon | Mount Lemmon Survey     | —         | MPC                           |
| 428979     | 2008 YS161 | 21 dez 2008 | Mount Lemmon | Mount Lemmon Survey     | —         | MPC                           |
| 428980     | 2008 YW162 | 22 dez 2008 | Mount Lemmon | Mount Lemmon Survey     | —         | MPC                           |
| 428981     | 2008 YF163 | 30 dez 2008 | Kitt Peak    | Spacewatch              | —         | MPC                           |
| 428982     | 2008 YL164 | 22 dez 2008 | Kitt Peak    | Spacewatch              | —         | MPC                           |
| 428983     | 2008 YC168 | 22 dez 2008 | Mount Lemmon | Mount Lemmon Survey     | —         | MPC                           |
| 428984     | 2009 AC4   | 1 jan 2009  | Mount Lemmon | Mount Lemmon Survey     | —         | MPC                           |
| 428985     | 2009 AC10  | 2 jan 2009  | Mount Lemmon | Mount Lemmon Survey     | —         | MPC                           |
| 428986     | 2009 AU12  | 2 jan 2009  | Mount Lemmon | Mount Lemmon Survey     | —         | MPC                           |
| 428987     | 2009 AY12  | 2 jan 2009  | Mount Lemmon | Mount Lemmon Survey     | —         | MPC                           |
| 428988     | 2009 AY13  | 22 dez 2008 | Kitt Peak    | Spacewatch              | —         | MPC                           |
| 428989     | 2009 AO25  | 22 dez 2008 | Kitt Peak    | Spacewatch              | —         | MPC                           |
| 428990     | 2009 AU25  | 2 jan 2009  | Kitt Peak    | Spacewatch              | —         | MPC                           |
| 428991     | 2009 AE26  | 2 jan 2009  | Kitt Peak    | Spacewatch              | —         | MPC                           |
| 428992     | 2009 AR30  | 14 set 2006 | Kitt Peak    | Spacewatch              | —         | MPC                           |
| 428993     | 2009 AH50  | 1 jan 2009  | Kitt Peak    | Spacewatch              | —         | MPC                           |
| 428994     | 2009 BO4   | 17 out 2008 | Kitt Peak    | Spacewatch              | —         | MPC                           |
| 428995     | 2009 BU10  | 25 jan 2009 | Mayhill      | A. Lowe                 | —         | MPC                           |
| 428996     | 2009 BL28  | 21 nov 2008 | Mount Lemmon | Mount Lemmon Survey     | Ursula    | MPC                           |
| 428997     | 2009 BU30  | 16 jan 2009 | Kitt Peak    | Spacewatch              | Brangane  | MPC                           |
| 428998     | 2009 BQ31  | 16 jan 2009 | Kitt Peak    | Spacewatch              | —         | MPC                           |
| 428999     | 2009 BU35  | 16 jan 2009 | Kitt Peak    | Spacewatch              | —         | MPC                           |
| 429000     | 2009 BD37  | 16 jan 2009 | Kitt Peak    | Spacewatch              | —         | MPC                           |